# Territoriale Besonderheiten in Südwestdeutschland nach 1810
Dieser Artikel befasst sich mit territorialen Besonderheiten in Südwestdeutschland, die nach den 1810 in Paris geschlossenen grenzbereinigenden Verträgen zwischen Baden, Württemberg und Hessen Bestand hatten. Im Sinne dieses Artikels sind dies Enklaven, Exklaven, Kondominate, geteilte Orte sowie andere Territorien mit besonderem Status, die im Bereich der Vorgängerstaaten Baden-Württembergs existierten. Der Artikel gibt an, welche Umstände zu deren Entstehung führten, welche Beziehungen zwischen ihnen bestanden und welchen Änderungen ihr Status seitdem unterworfen war.

## Einleitung

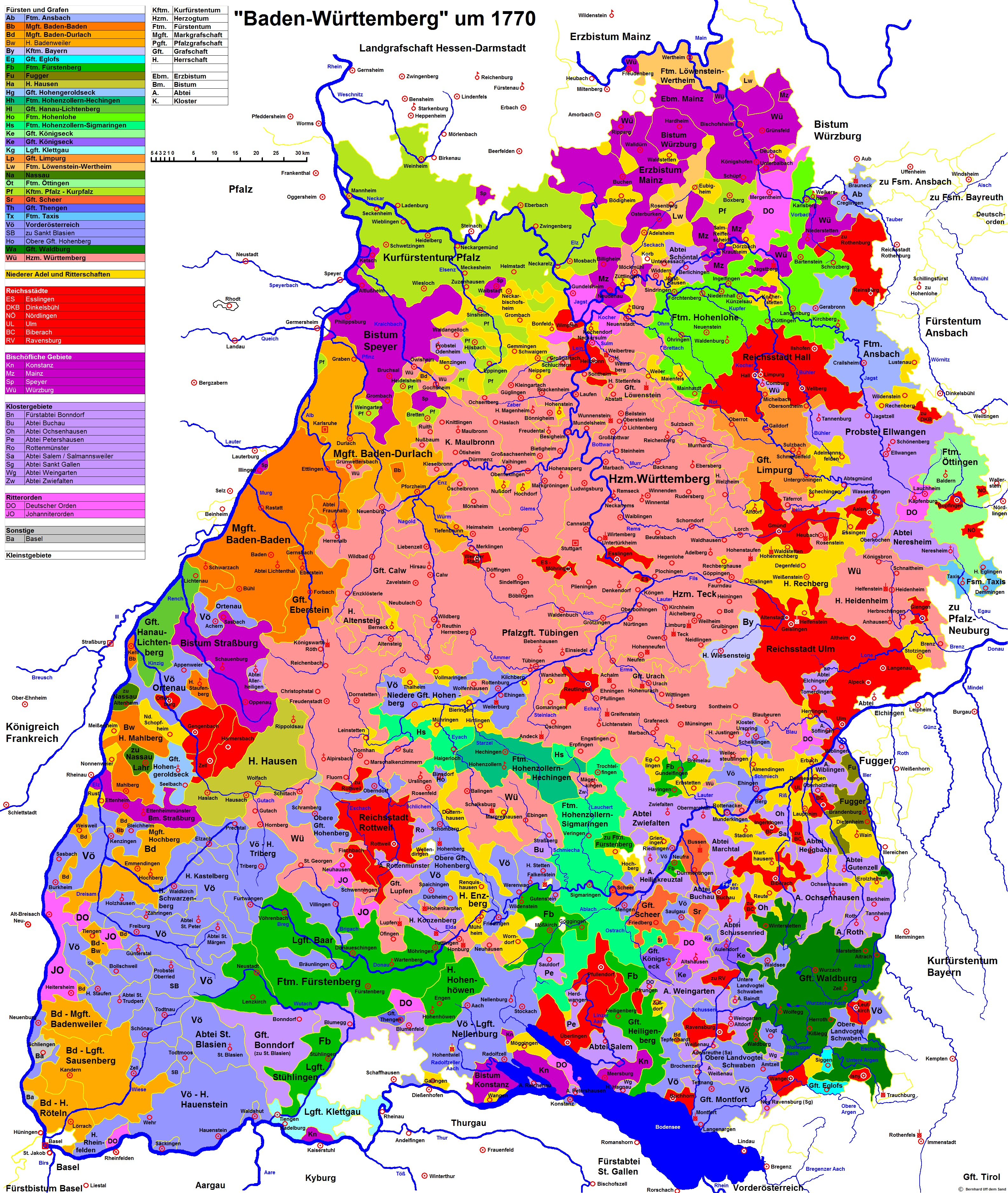
Territoriale Zersplitterung 1771

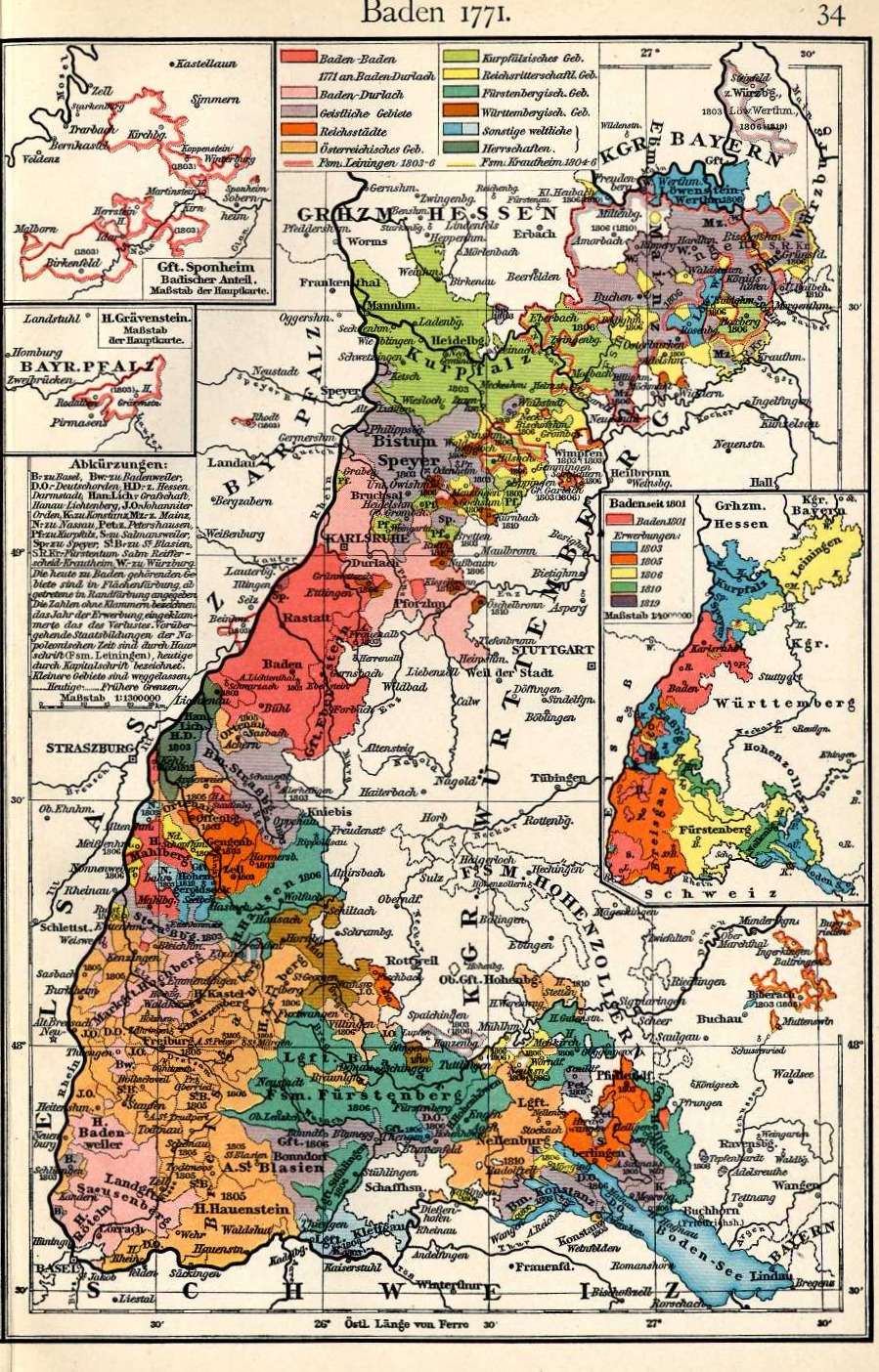
Das Gebiet des späteren Großherzogtums Baden 1771

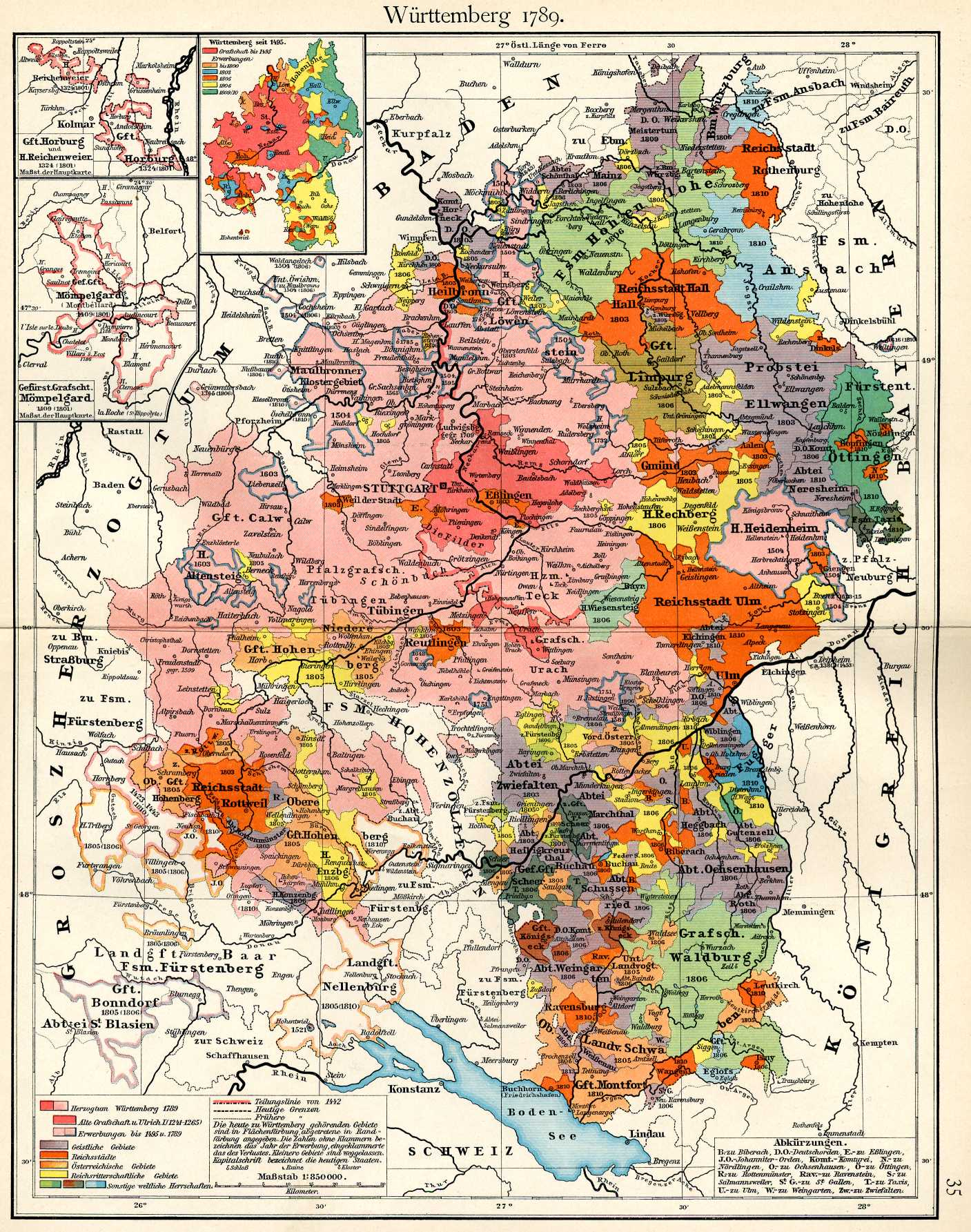
Das Gebiet des späteren Königreichs Württemberg 1789

Südwestdeutschland nach 1850

Das Gebiet des heutigen Landes Baden-Württemberg war im Mittelalter in Hunderte kleiner und kleinster Territorien aufgeteilt. Durch den Zerfall der Herzogtümer Franken und Schwaben bzw. die Erosion königlicher Macht überhaupt während des Interregnums gelang es vielen kleinen Adligen, übergeordnete Mächte abzuschütteln und eigene Herrschaften auszubilden.
Herrschaftsrechte konnten nach damaligem Verständnis genauso wie anderes Vermögen veräußert werden, zum Beispiel durch Verkauf, Erbschaft oder Schenkung. Die weitere Territorialgeschichte Südwestdeutschlands war weitgehend von diesen Elementen geprägt. Verschuldete Adelsgeschlechter versuchten etwa, ihre Finanzen durch Gebietsverkäufe zu sanieren, während kirchliche Einrichtungen Nutznießer von Schenkungen waren. Gewaltsame territoriale Veränderungen waren demgegenüber – trotz häufiger Kriege – eher die Ausnahme.
Die Natur dieser Vorgänge brachte es mit sich, dass sich viele Herrschaften nicht etwa zu klar abgegrenzten, in sich geschlossenen Territorien entwickelten, sondern – je nach Gelegenheit und Fügung des Schicksals – aus mehreren, getrennten Teilen bestanden. So entstand im Laufe der Zeit ein Flickenteppich von Hunderten unterschiedlicher Gebiete: Herzogtümer, Fürstentümer oder Grafschaften bestanden neben Reichsstädten, geistlichen Territorien und Besitzungen der Reichsritterschaft, deren Gebiete komplex ineinander verschachtelt waren. Beispielsweise bestand allein Vorderösterreich aus Dutzenden verstreut liegender Gebietsteile, und manchmal waren selbst einzelne Orte unter verschiedenen Herrschern aufgeteilt. Die Beurteilung dieser bis ins frühe 19. Jahrhundert vorhandenen Verhältnisse wird noch dadurch erschwert, dass „Herrschaft“ aus vielen verschiedenen Rechten bestand – etwa die hohe und niedere Gerichtsbarkeit oder den Zehnt – die nicht immer in derselben Hand waren. Noch heute wirkt eine solche Herrschaftsteilung nach, z. B. im Tägermoos bei Konstanz (siehe unten).
Anfang des 19. Jahrhunderts wurde Südwestdeutschland infolge der napoleonischen Kriege zu größeren Territorien zusammengefasst, so dass schließlich im fraglichen Gebiet nur noch Württemberg, Baden und Hohenzollern sowie einige Exklaven von Hessen-Darmstadt bestanden. Die wichtigsten Schritte auf diesem Weg waren:
- der Reichsdeputationshauptschluss von 1803, dessen Maßnahmen teilweise bereits 1802 durchgeführt worden waren und durch den die meisten Reichsstädte und geistlichen Gebiete denjenigen Fürsten zugesprochen wurden, die von den französischen Annexionen links des Rheins betroffen waren;[1]
- der Pressburger Friede von 1805, bei dem die vorderösterreichischen Gebiete auf die Verbündeten Frankreichs aufgeteilt wurden;[2]
- die Rheinbundakte von 1806, in der sich 16 süd- und westdeutsche Fürsten unter der Protektion Frankreichs vom Reich lossagten und zugleich ihr Gebiet auf Kosten der übrigen Fürsten vergrößerten, wobei die damit einhergehende Besetzung reichsritterschaftlicher Gebiete bereits Ende 1805 erfolgt war;[3]
- ein ebenfalls 1806 zwischen Baden und Württemberg abgeschlossener Vertrag über Gebietsaustausche;[4]
- die 1810 auf französische Veranlassung zwischen Bayern und Württemberg (18. Mai)[5], Baden und Hessen (8. September)[6] und Württemberg und Baden (2. Oktober)[7] vereinbarten Verträge über wechselseitige Gebietsabtretungen.

Mit den Verträgen von 1810 waren die Grenzen Badens, Württembergs und Hohenzollerns im Wesentlichen auf den Umfang festgelegt, den sie bis 1945 behalten sollten. Daher bietet sich dieses Datum als Ausgangspunkt für die nachfolgenden Betrachtungen an. Waren die vielfältigen Herrschaftsgrenzen zuvor noch etwas Alltägliches gewesen, verschärfte sich ihr trennender Charakter nun, da sich die neuen, größeren Länder gegeneinander abschotteten. Dies stellte gerade Exklaven vor besondere Probleme, z. B. im Warenverkehr.
Die beteiligten Staaten verfolgten daher während der napoleonischen Gebietsveränderungen das Ziel, nicht nur große, sondern auch zusammenhängende Gebiete zu schaffen. Beispielsweise tauschte Baden 1806 seine erst kurz zuvor erworbene Stadt Biberach an der Riß, die nicht mit dem übrigen Staatsgebiet zusammenhing, gegen württembergische Gebiete im Schwarzwald ein, und 1810 trat Württemberg die Landgrafschaft Nellenburg an Baden ab, wodurch die badischen Besitzungen um den Bodensee herum zu einer geschlossenen Einheit wurden. Die Gebietsbereinigung gelang jedoch nicht vollständig. Besonders deutlich ist dies im Raum Ostrach zu sehen, wo sich die alte, komplizierte Besitzaufteilung zwischen dem Fürstentum Fürstenberg, dem Kloster Salem und den Grafen von Friedberg einfach unter Baden, Hohenzollern und Württemberg fortsetzte. Es entstanden sogar neue Exklaven, beispielsweise durch den Erwerb von Beuron und Achberg seitens Hohenzollern-Sigmaringen.
Da sich Württemberg und Bayern in ihrem Grenzvertrag auf eine einzige, durchgehende Grenzlinie verständigten und Badens Westgrenze weitgehend durch den Rhein bestimmt war, gab es an diesen Stellen keinerlei wechselseitige Gebietseinschlüsse. Baden und Württemberg regelten ihre Grenzangelegenheiten jedoch vornehmlich durch den Austausch einzelner Herrschaftsrechte, so in den Verträgen von 1808 und 1843/46. Zu einer großen Lösung kam es nicht, solange die alten Länder Bestand hatten, so dass etliche territoriale Besonderheiten bestehen blieben; nach 1810 bestanden im Bereich der südwestdeutschen Staaten noch über 30 Exklaven und, als territoriale Kuriosität, Kondominate. Die meisten dieser Gebietseinheiten bestanden aus einzelnen Dörfern. 1850, als die hohenzollernschen Fürstentümer an Preußen übergingen, wurden diese als Ganzes zu einer preußischen Exklave.
Teilweise bereits durch die Bildung des Landes Württemberg-Baden 1945, spätestens durch die Bildung von Baden-Württemberg 1952 entfielen die trennenden Landesgrenzen. Die Zugehörigkeit der Exklaven zum jeweiligen vormals badischen, württembergischen oder hohenzollerischen Landkreis blieb jedoch zunächst unangetastet, so dass die Verwaltungsgrenzen des neuen Bundeslandes noch lange von den überkommenen historischen Verhältnissen geprägt waren. Erst die Kreisreform 1973 und die zeitgleich ablaufende Gemeindereform beseitigten die meisten dieser Spuren.
Die alten Landesgrenzen sind bis heute, mit einigen Korrekturen, in den katholischen Bistümern Freiburg (die ehemals badischen und hohenzollerischen Gebiete), Rottenburg-Stuttgart (Württemberg) und Mainz (die Exklave Bad Wimpfen) und in den evangelischen Landeskirchen Baden und Württemberg erhalten.
Heute besitzt Baden-Württemberg neben der Exklave Büsingen am Hochrhein in der Schweiz noch zwei Exklaven und eine Enklave, die durch den komplizierten Grenzverlauf bei der hessischen Ortschaft Ober-Laudenbach entstehen.

## Badische Exklaven

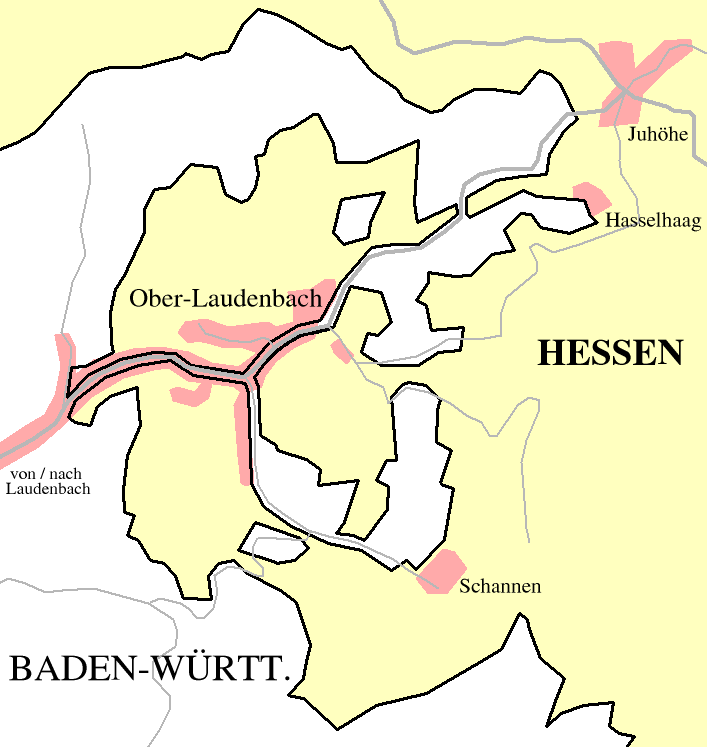
Karte 1: Grenzziehung bei Ober-Laudenbach

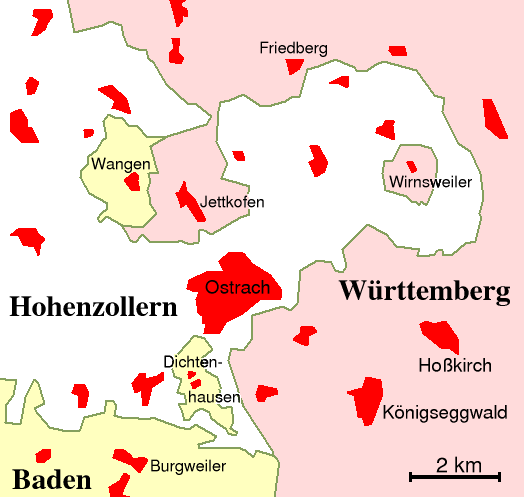
Karte 2: Grenzziehung zwischen Baden, Hohenzollern und Württemberg bei Ostrach

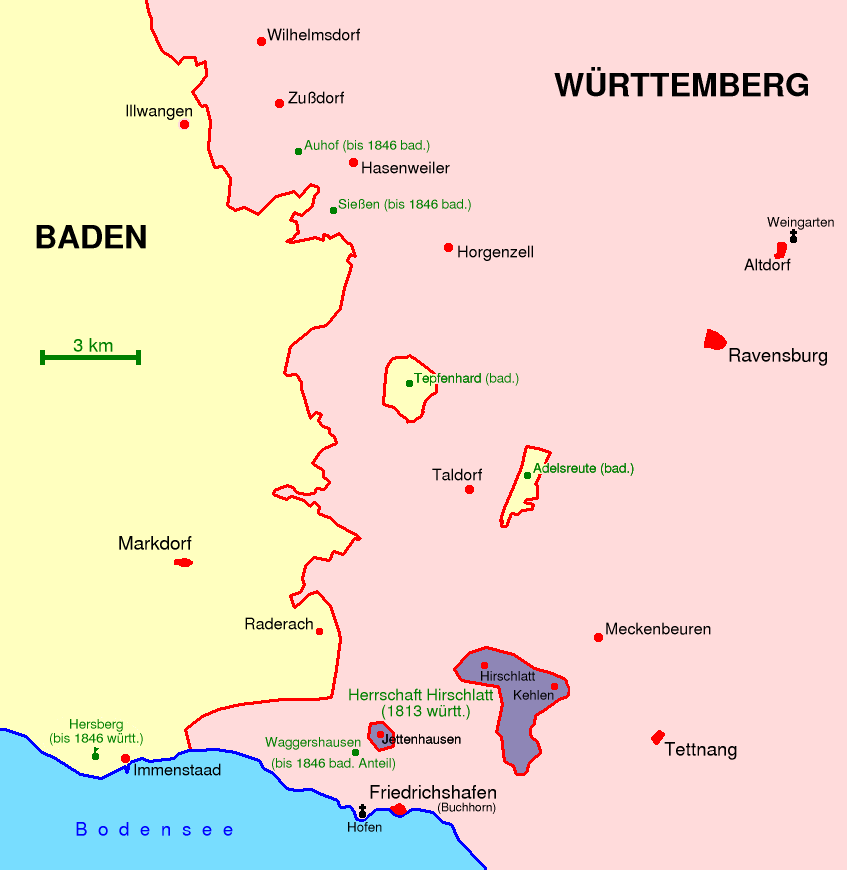
Karte 3: Nördlicher Bodenseeraum mit Grenzänderungen 1813 und 1846

- Büsingen am Hochrhein (→Karte 9): Die Gemeinde gehörte einst zur vorderösterreichischen Landgrafschaft Nellenburg. Seit 1535 wurde dort, wie in den übrigen Dörfern der Umgebung, die Vogtei durch eine Schaffhauser Familie ausgeübt. Nach langwierigen Streitigkeiten um die Entführung des Vogts Eberhard Im Thurn verlor Schaffhausen 1697 seine Rechte an Büsingen und allen anderen Dörfern im Reiat. 1728 konnte Schaffhausen die Rechte über die übrigen Reiatorte wieder erwerben, die Rechte an Büsingen behielt Österreich jedoch aus Ärger über den zuvor ausgetragenen Streit für sich.[10] Büsingen verblieb daher bei Nellenburg, kam 1805 an Württemberg[11] und 1810 an Baden.[12] Im 20. Jahrhundert schlugen mehrere Bemühungen Büsingens, der Schweiz beizutreten, fehl.[13] Büsingen ist daher bis heute eine deutsche Exklave innerhalb der Schweiz. 1947 hob die Schweiz in Absprache mit der französischen Besatzungsmacht in Baden die Zollgrenze auf.[14] Durch einen 1964 abgeschlossenen und 1967 in Kraft getretenen Staatsvertrag wurden weitere Einzelheiten geregelt und das Gebiet wurde offiziell in das Schweizer Zollgebiet einbezogen.[15]
- Verenahof (auch Verenahöfe oder Büttenharter Hof, →Karte 9): Das mit drei Wohngebäuden belegte Gebiet gehörte zur Gemeinde Wiechs am Randen, von der sie aber durch einen 200 bis 300 Meter breiten Streifen getrennt war,[16] und mit dieser zur vorderen Grafschaft Tengen. 1806 fielen deren Souveränitätsrechte an Baden,[17] so dass der Verenahof zur badischen Exklave innerhalb des Schweizer Kantons Schaffhausen wurde. 1815 und 1839 scheiterten Schweizer Versuche, den Verenahof zu erlangen.[18] Durch einen 1964 abgeschlossenen Staatsvertrag zwischen Deutschland und der Schweiz, der am 4. Oktober 1967 in Kraft trat, gelangte der Verenahof im Zuge eines Gebietsaustausches dann doch noch an die Schweiz.[19] Heute gehört er zur schweizerischen Gemeinde Büttenhardt.
- Ober-Laudenbach (→Karte 1): Der Grenzverlauf zwischen Baden-Württemberg und Hessen um den Heppenheimer Stadtteil Ober-Laudenbach ist sehr kompliziert. Die den Ort durchquerende Straße gehört zum Gebiet der baden-württembergischen Gemeinde Laudenbach, wodurch der größte Teil Ober-Laudenbachs von Hessen abgetrennt wird und eine Enklave in Baden-Württemberg bildet. Innerhalb dieser Enklave gibt es eine weitere Enklave, die wiederum zu Baden-Württemberg gehört. Ferner besteht südlich des Orts eine kleine baden-württembergische Exklave in Hessen. Der Ursprung dieses kuriosen Grenzverlaufs liegt im Jahr 1485, als Laudenbach an das Hochstift Worms verkauft wurde und aus Versehen einige Gebiete vergessen wurden. Diese schlossen sich später dem Amt Lindenfels an und gelangten so 1802 an Hessen, während Laudenbach zugleich an Baden fiel.[20]
- Michelbuch ist ein Waldstück rechts des Neckars zwischen Hirschhorn und Neckarsteinach, das bis 1904 eine badische Enklave innerhalb Hessens bildete. Das einzige Wohngebäude auf der Gemarkung Michelbuch ist ein Forsthaus. Das Gebiet war ursprünglich im Besitz des Klosters Schönau, dessen Vogtei die Pfalzgrafen bei Rhein innehatten. Um 1560 wurde das Kloster aufgehoben und sein Besitz fortan vom kurpfälzischen Amt Heidelberg verwaltet.[21] 1802/03 kam dieses an Baden.[22] Das auch als Distrikt Klosterwald der Waldgemarkung Schönau bezeichnete Gebiet war umgeben vom mainzischen Amt Hirschhorn, das ebenfalls 1802/03 an Hessen-Darmstadt fiel.[23] Zum 1. Januar 1905 wurden der Michelbuch sowie ein weiteres Waldstück bei Heddesbach im Austausch gegen den hessischen Kondominatsanteil Kürnbach an Hessen abgetreten.[24] Aufgrund einer Bestimmung des Vertrags ist der Michelbuch noch heute ein gemeindefreies Gebiet. Der Grundbesitz gehört weiterhin der Evangelischen Stiftung Pflege Schönau in Heidelberg.[25]
- Schluchtern: Der Ort gehörte bereits um 1362 zur Kurpfalz und wurde durch die Kellerei Hilsbach im Oberamt Mosbach verwaltet.[26] 1803 fiel der Ort kurzzeitig an das Fürstentum Leiningen,[27] von dort 1806 an Baden,[17] während die umliegenden Gebiete an Württemberg gingen, so dass Schluchtern nun eine badische Enklave in Württemberg war. Mehrere Anläufe beider Seiten, den Ort an Württemberg zu übertragen, blieben ohne Ergebnis. Unmittelbar nach dem Zweiten Weltkrieg, am 25. Juni 1945, verfügte die amerikanische Besatzungsmacht, dass die Gemeinde fortan dem württembergischen Landkreis Heilbronn unterstehe.[28] Nach der Bildung Baden-Württembergs wurde diese Übertragung noch einmal durch ein Landesgesetz bekräftigt.[29] Am 1. Januar 1970 vereinigte sich Schluchtern mit seinem Nachbarort Großgartach zur neuen Gemeinde Leingarten.[30] Großgartach seinerseits war 1803 gemeinsamer Besitz von Baden und Württemberg geworden, der badische Anteil wurde jedoch 1806 an Württemberg abgetreten.[31]
- Wittelbach (→Karte 5): Das im Schuttertal gelegene Dorf gehörte in vor-napoleonischer Zeit zum Hochstift Straßburg und lag als Enklave innerhalb der Grafschaft Hohengeroldseck. Mit dem Reichsdeputationshauptschluss kamen die rechtsrheinischen Gebiete des Hochstifts Straßburg, darunter auch Wittelbach, an Baden.[22] Wittelbachs Exklavendasein dauerte unter neuer Herrschaft an, bis auch Hohengeroldseck 1819 badisch wurde. Verwaltungsmäßig war der Ort zunächst weiterhin von seinem Umland getrennt, da er zum Amt Ettenheim gehörte. Dieser Zustand fand am 1. März 1831 ein Ende, als Hohengeroldseck und Wittelbach gemeinsam dem Amt Lahr zugeordnet wurden.[32] Seit dem 1. Januar 1975 ist Wittelbach Ortsteil der Gemeinde Seelbach.[33]
- Wangen (→Karte 2): Der bei Ostrach gelegene Ort gehörte der Grafschaft Heiligenberg, die mit den übrigen fürstenbergischen Gebieten 1806 an Baden kam.[34] Danach grenzte es im Osten an den württembergischen Ort Jettkofen und war ansonsten von hohenzollerischem Territorium umgeben. Die Gemeinde Wangen wurde durch Landesgesetz zum 1. Januar 1969 vom Landkreis Überlingen in den Landkreis Sigmaringen verlegt[35] und am 1. Dezember 1971 in die Gemeinde Ostrach eingemeindet.[36]
- Dichtenhausen (→Karte 2): In dem kleinen Weiler, südwestlich von Ostrach gelegen, wurde das Kloster Salem im 13. und 14. Jahrhundert mehrmals durch Schenkungen begütert. Zusammen mit dem weiter südwestlich gelegenen Dorf Burgweiler wurde Dichtenhausen 1637 von Salem an die Grafschaft Heiligenberg abgetreten, und zwar im Austausch gegen Hoheitsrechte in anderen Orten.[34] Über die (fürstenbergische) Grafschaft Heiligenberg kam Dichtenhausen 1806 zu Baden, Ostrach aber zu Hohenzollern.[17] Dichtenhausen war durch einen schmalen Streifen vom restlichen badischen Staatsgebiet getrennt, bildete also eine Exklave und gehörte zur Gemeinde Burgweiler. Durch Landesgesetz wurde Dichtenhausen zum 1. Januar 1969 von der Gemeinde Burgweiler (Landkreis Überlingen) abgetrennt und der Gemeinde Ostrach (Landkreis Sigmaringen) zugeordnet.[35]
- Adelsreute (→Karte 3) gelangte 1134/38 durch eine Schenkung Guntrams, des letzten Herrn von Adelsreute, an das Kloster Salem[37] und mit diesem 1803 an Baden.[22] Ab 1810 war es eine badische Exklave innerhalb Württembergs. Durch Landesgesetz wurde es zum 1. Januar 1969 vom Landkreis Überlingen in den umliegenden Landkreis Ravensburg verlegt[35] und am 1. Oktober 1974 nach Ravensburg eingemeindet,[38] seitdem gehört es zur Ortschaft Taldorf.
- Tepfenhard (auch Tepfenhart, →Karte 3), westlich von Adelsreute gelegen, gehörte zu den Besitzungen Guntrams, die dieser dem Kloster Salem übergab; im 12. und 13. Jahrhundert erwarb das Kloster dort noch weiteren Besitz.[34] Zur Gemeinde Adelsreute gehörend, aber von diesem durch einen 3 km breiten Korridor getrennt, bildete es eine zweite badische Exklave innerhalb Württembergs. Der Eingemeindungsvertrag der Gemeinde Adelsreute legte fest, dass Tepfenhard der Gemeinde Horgenzell zugeschlagen werden solle,[39] was am 1. Dezember 1974 geschah.[40]
- Auhof (→Karte 3): Der am Westrand des Rotachtals gelegene Einzelhof gehörte zur fürstenbergischen Grafschaft Heiligenberg,[34] die 1806 zu Baden kam.[17] Bis 1846 war er Teil des Gemeindebezirks Illwangen und bildete eine badische Exklave in Württemberg. 1846 wurde die Exklave aufgelöst[9] und der Auhof der württembergischen Gemeinde Zußdorf zugeteilt. Mit dieser gehört er seit dem 1. Januar 1973 zur neuen Gemeinde Wilhelmsdorf.[41]
- Sießen (→Karte 3): Zwei Kilometer südöstlich des Auhofs befindet sich der Weiler Sießen, der dessen Geschicke bis 1846 teilte.[9][34] Er wurde anschließend der Gemeinde Hasenweiler zugeteilt und gelangte mit dieser am 1. März 1972 zur neuen Gemeinde Horgenzell.[42]
- Ruchsen (→Karte 6): Der Ort an der Jagst gehörte im 13. Jahrhundert den Herren von Dürn, die dem Kloster Seligental Besitz schenkten. 1464 erwarb das Kloster die Ortsherrschaft. Im Kloster selbst erlangte Kurmainz immer größeren Einfluss und behielt nach Aufhebung des Klosters 1568 die weltliche Herrschaft.[26] 1803 kam Ruchsen mit dem Amt Seligental zu Leiningen,[27] 1806 dann zu Baden.[17] Fortan grenzte Ruchsen im Osten an den badisch-württembergischen Kondominatsort Widdern und war ansonsten von Württemberg umgeben, also im Wesentlichen eine Exklave. 1831 und 1834 traten Zollerleichterungen in Kraft. Am 1. Mai 1846 kam im Zuge eines Gebietsaustausches Widdern vollständig an Württemberg, dafür die nördlich von Ruchsen gelegenen Orte Korb, Dippach und Hagenbach an Baden, so dass Ruchsen nunmehr eine direkte Landverbindung zum Rest Badens hatte.[9] Am 1. März 1972 wurde Ruchsen nach Möckmühl eingemeindet.[43]
- Amt Steinfeld: 1333 erwarb das Hochstift Würzburg das Amt Rothenfels, das beiderseits des Mains nördlich von Wertheim lag.[44] 1803 fiel das Amt an die Fürsten von Löwenstein-Wertheim.[45] 1806 wurde deren Besitz geteilt; der rechts (d. h. westlich) des Mains gelegene Teil mit Rothenfels ging an das kurzlebige Fürstentum Aschaffenburg, der links (d. h. östlich) des Mains gelegene an Baden.[17] Verwaltungssitz dieser badischen, zwischen dem Fürstentum Aschaffenburg und dem Großherzogtum Würzburg gelegenen Exklave mit elf Dörfern und 5300 Einwohnern[32] wurde der Ort Steinfeld. Durch den Wiener Kongress kam das Umland an Bayern.[46] Bayern erhob in dieser Zeit – gestützt auf österreichische Versprechungen – Gebietsansprüche in Nordbaden, um eine Landbrücke zur Pfalz (Bayern) zu erhalten.[47][48] Auf dem Aachener Kongress 1818 wurden Bayerns Ansprüche jedoch zurückgewiesen. Zur Entschädigung erwarb Österreich im Tausch mit Hohengeroldseck das Amt Steinfeld und überließ es Bayern,[32] das die Enklave 1819 in Besitz nehmen konnte.

## Württembergische Exklaven

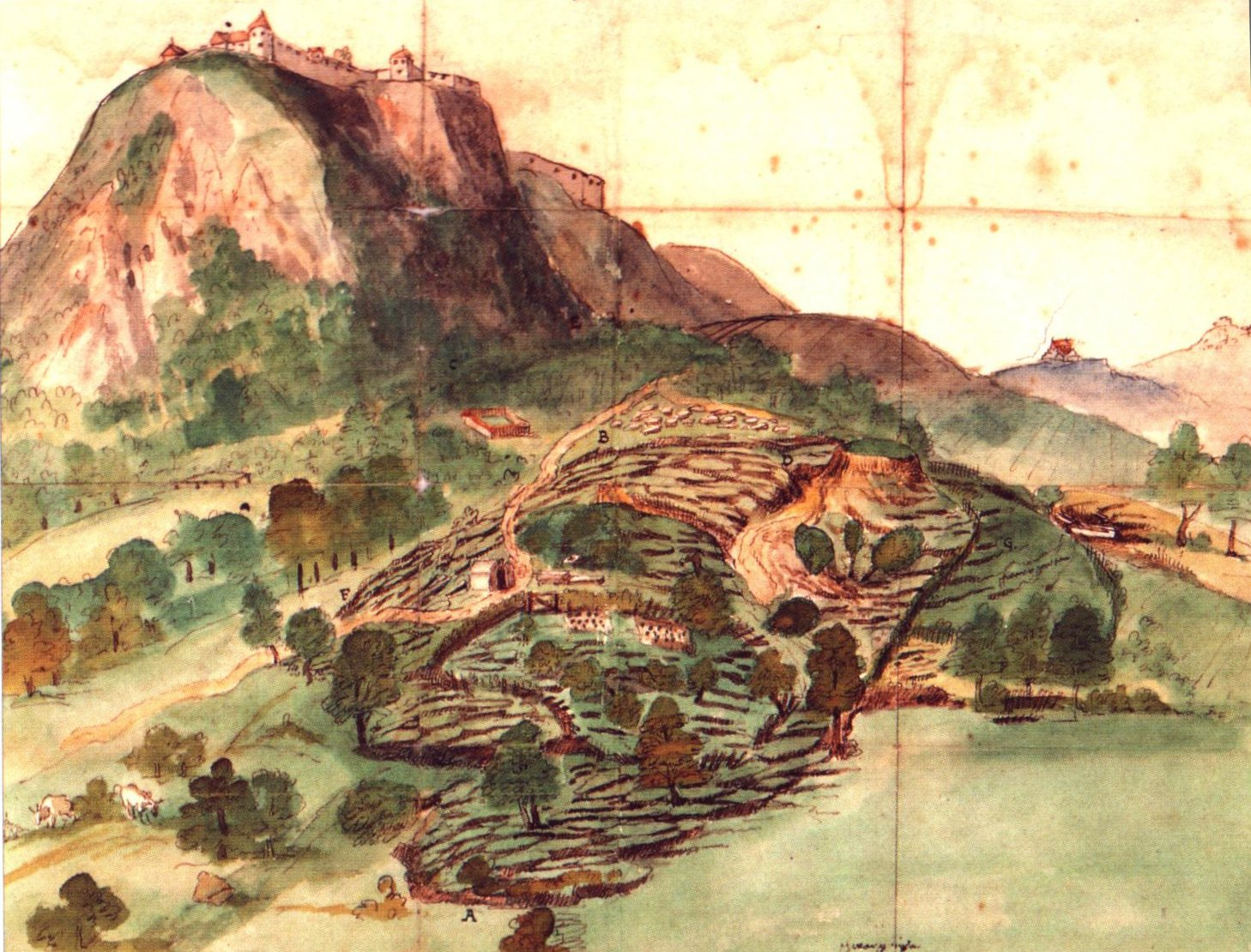
Der Hohentwiel 1588

- Hohentwiel (→Karte 9): Der weitab von den württembergischen Stammlanden gelegene Hegau geriet gegen Ende des 15. Jahrhunderts ins Blickfeld württembergischer Interessen, da er Teil einer möglichen Landbrücke zur Grafschaft Mömpelgard war. 1511 erwarb Herzog Ulrich von den Burgherren, dem Geschlecht der Klingenberg, ein Zugangsrecht auf der den Hegau beherrschenden Festung Hohentwiel. Als Ulrich zwischen 1519 und 1534 aus Württemberg vertrieben wurde, nahm er Zuflucht in der Burg und kaufte diese 1521 vorläufig, 1538 dann endgültig. Die Burg bildete fortan eine isolierte Besitzung Württembergs, die nächstgelegene württembergische Stadt war Tuttlingen. Als Württemberg 1805 die Landgrafschaft Nellenburg erwarb,[11] wurde der Hohentwiel kurzzeitig mit dessen übrigen Besitzungen verbunden. Die Landgrafschaft Nellenburg wurde jedoch 1810 an Baden abgetreten,[12] so dass der Hohentwiel danach eine Exklave innerhalb Badens bildete. 1850 wurde die Festungsdomäne zu einer Teilgemeinde der Stadt Tuttlingen erklärt.[49] Am 1. Januar 1969 wurde der Ortsteil Hohentwiel durch Landesgesetz von Tuttlingen nach Singen umgemeindet.[35]
- Bruderhof (→Karte 9): Der Bruderhof, eine östlich des Hohentwiels gelegene Domäne, wurde mit diesem von Württemberg erworben.[50] Sein Gebiet hing nicht mit dem des Hohentwiels zusammen, so dass er eine zweite württembergische Exklave bildete. Der Bruderhof teilte die weiteren Geschicke des Hohentwiels, wurde jedoch bereits zwei Jahre früher, nämlich durch Landesgesetz vom 4. April 1967 von Tuttlingen nach Singen umgemeindet.[51]
- Deubach mit Sailtheim (→Karte 7): Deubach gehörte zum Amt Balbach des Deutschordensgebiets.[26] Mit diesem kam es 1809 an Württemberg. Als Württemberg 1810 seine Anteile an Oberbalbach und Unterbalbach an Baden abtrat,[52] wurde das nördlich davon gelegene Deubach zur württembergischen Enklave innerhalb Badens und gehörte später dem Landkreis Mergentheim an. 1956 sprach sich Deubach bei einer Abstimmung noch für einen Verbleib bei letzterem aus,[53] ließ sich dann am 1. Januar 1972 in die Stadt Königshofen im Landkreis Tauberbischofsheim eingemeinden[54] und trat so in einen „badischen“ Landkreis über. Heute ist es ein Ortsteil von Lauda-Königshofen.

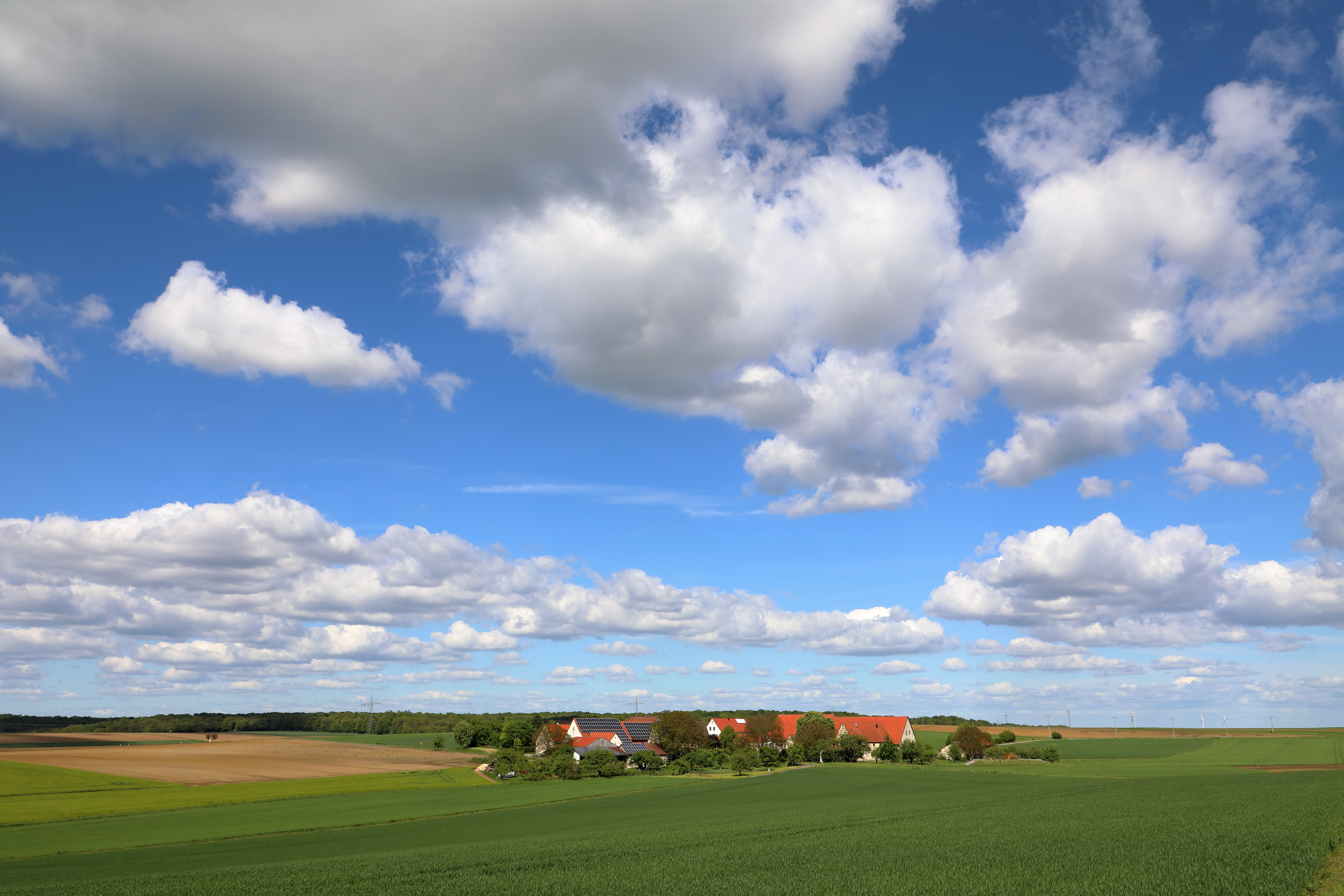
Die Igersheimer Exklave Bowiesen im Ochsenfurter Gau.

- Bowiesen (→Karte 7): Der kleine Ort, der 1880 39 Einwohner zählte, gehörte seit 1375 zum Deutschen Orden und war dem Amt Balbach zugeordnet,[26] mit dem es 1809 württembergisch wurde. Bowiesen war nun zwischen badischem und bayerischem Gebiet eingeklemmt und gehörte mit der Gemeinde Bernsfelden, von der es räumlich getrennt war, dem Oberamt bzw. Landkreis Mergentheim an. 1956 stimmten die Einwohner für die Beibehaltung dieser Verhältnisse.[53] Am 1. Januar 1972 trat die Gemeinde Bernsfelden mitsamt Bowiesen der Gemeinde Igersheim bei.[55] Seit der Schaffung des Main-Tauber-Kreises 1973 ist Bowiesen nicht länger vom restlichen Landkreisgebiet getrennt, jedoch noch immer vom restlichen Gemeindegebiet.
- Mägerkingen (→Karte 4): Am Oberlauf der Lauchert gab es ab 1806 eine württembergische Enklave in hohenzollerischem Gebiet, die aus den drei Gemeinden Mägerkingen, Hausen an der Lauchert und Bronnen (mit Mariaberg) bestand. Während Mägerkingen und Hausen schon spätestens im 15. Jahrhundert württembergischer Streubesitz waren, gehörte Bronnen ab 1706 dem Kloster Mariaberg. Dieses wiederum unterstand dem seit 1750 reichsunmittelbaren Kloster Zwiefalten,[34] dessen Territorium 1802 ebenfalls Württemberg zufiel.[56] Grenzten die drei Gemeinden schon zuvor im Westen an Hohenzollern-Hechingen, wurden sie durch den Erwerb der südlich gelegenen freiherrlich-spethschen Herrschaft Gammertingen und der nördlich gelegenen fürstenbergischen Herrschaft Trochtelfingen seitens Hohenzollern-Sigmaringens im Jahr 1806[17] vollständig von hohenzollerischen Besitzungen umschlossen. Sie gehörten fortan zum Oberamt bzw. Landkreis Reutlingen. Am 1. Januar 1972 ließ sich Hausen nach Trochtelfingen eingemeinden,[57] das zugleich dem Landkreis Reutlingen zugeordnet wurde.[58] Am 1. Januar 1975 wurde auch Mägerkingen Ortsteil von Trochtelfingen.[59] Bronnen wechselte bei der Kreisreform 1973 in den neuen Landkreis Sigmaringen und wurde am 1. Januar 1975 nach Gammertingen eingemeindet.[60]
- Wirnsweiler (→Karte 2): Der aus zwei Höfen bestehende Ort mit 16 Einwohnern (1923) gehörte zur Gemeinde und gleichnamigen Grafschaft Friedberg. Durch einen Vertrag von 1708 trat die Grafschaft Forstrechte und das Grundeigentum rund um Wirnsweiler an das salemische Amt Ostrach ab, behielt jedoch die Gerichtsbarkeit über Wirnsweiler, wodurch der Ort in eine Insellage geriet. 1785 wurde die Grafschaft an die Fürsten von Thurn und Taxis verkauft.[61] Diese erhielten durch den Reichsdeputationshauptschluss noch das Amt Ostrach hinzu,[62] 1806 jedoch wurde ihr Besitz aufgeteilt: Hohenzollern-Sigmaringen erhielt Ostrach, Württemberg den übrigen in Oberschwaben gelegenen Besitz.[17] Wirnsweiler wurde so zur württembergischen Enklave in Hohenzollern. Mit der Gemeinde Friedberg kam Wirnsweiler am 1. Januar 1975 erst zur Stadt Saulgau.[63] Am 1. Januar 1978 wurde der Weiler dann der ihn umgebenden Gemeinde Ostrach angegliedert.[34]
- Hersberg (→Karte 3): Das Schloss Hersberg westlich von Immenstaad am Bodensee war im Besitz des gleichnamigen Adelsgeschlechts. 1621 verkaufte der letzte Spross der Familie das Schloss an das Kloster Ochsenhausen.[34] 1803 wurde Ochsenhausen den Grafen von Metternich zugesprochen,[64] 1806 Württemberg.[17] Da gleichzeitig Immenstaad mit der fürstenbergischen Grafschaft Heiligenberg an Baden fiel, war Hersberg eine württembergische Exklave in Baden geworden. 1846 wurde Hersberg bei einem Gebietsaustausch an Baden abgetreten.[9]

## Hohenzollerische Exklaven

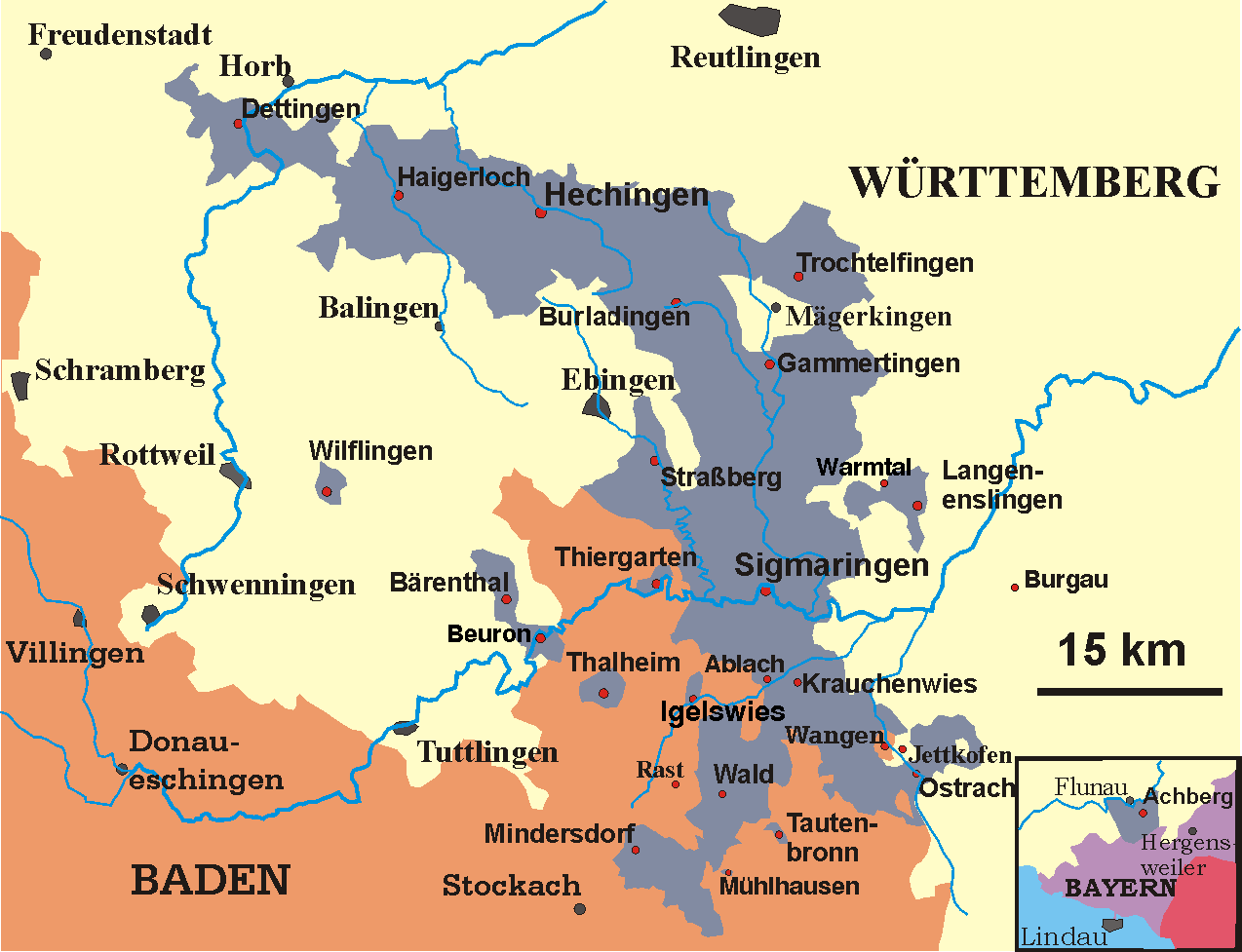
Karte 4: Hohenzollernsche Lande

Die hohenzollerischen Fürstentümer bestanden zu Beginn des 19. Jahrhunderts aus den beiden Häusern Hohenzollern-Hechingen und Hohenzollern-Sigmaringen. Deren Fürsten dankten mit Vertrag vom 7. Dezember 1849 zugunsten ihres Verwandten, König Friedrich Wilhelm IV. von Preußen, ab. Die Besitzergreifung durch Preußen erfolgte am 6. April (in Sigmaringen) bzw. am 8. April 1850 (in Hechingen). Damit waren die Gebiete eine preußische Exklave geworden und wurden als Regierungsbezirk Sigmaringen verwaltet. Nach dem Zweiten Weltkrieg kamen sie über das Land Württemberg-Hohenzollern zu Baden-Württemberg. Die 1925 aus den hohenzollerischen Oberämtern gebildeten Landkreise Hechingen und Sigmaringen wurden bei der Kreisreform 1973 aufgelöst und ihre Gemeinden auf insgesamt neun neue Landkreise verteilt. Im Folgenden wird ihr Gebiet ohne weitere Unterscheidung als Hohenzollern bezeichnet.
- Thalheim (→Karte 4): Der Ort gehörte zur Grafschaft Sigmaringen, mit der 1535 die Grafen von Hohenzollern belehnt wurden.[34] In der Folge verblieb er bei diesen, während das umliegende fürstenbergische Gebiet 1806 an Baden fiel.[17] Dadurch bildete Thalheim eine in Baden gelegene Exklave, bis die umliegenden Gemeinden, darunter Leibertingen, 1973 zum neuen Landkreis Sigmaringen kamen. Am 1. Januar 1975 wurde Thalheim nach Leibertingen eingemeindet.[66]
- Thiergarten (→Karte 4): Thiergarten liegt im Donautal zwischen Beuron und Sigmaringen zu beiden Ufern des Flusses. Es war der nördlichste Ort der Herrschaft Meßkirch, die im 17. Jahrhundert fürstenbergisch wurde. Die Fürstenberger legten dort eine Eisenhütte an.[67] 1806 wurde die Herrschaft Meßkirch aufgeteilt, wobei der Löwenanteil rechts des Ufers an Baden ging, der winzige linksufrige Teil mit der Hälfte von Thiergarten und der Eisenhütte jedoch an Hohenzollern.[17] Dieser Teil hatte keine Verbindung mit dem Rest Hohenzollerns, war also eine Exklave. Nachdem die nördlich und östlich gelegenen Herrschaften Stetten und Gutenstein 1810 von Württemberg an Baden abgetreten wurden,[68] lag er komplett innerhalb Badens. Der badische Teil Thiergartens wurde um 1890 der Gemeinde Gutenstein zugeordnet,[34] die am 1. Juli 1974 nach Sigmaringen eingemeindet wurde.[60] Der hohenzollerische Anteil wurde von Inzigkofen aus verwaltet. Die Bewohner Thiergartens sprachen sich 1976 für einen Beitritt zur neuen Gemeinde Beuron aus.[69] Diesem Wunsch wurde entsprochen, als zum 1. Januar 1977 beide Teile Thiergartens nach Beuron umgemeindet wurden.[70]
- Igelswies (→Karte 4): Igelswies gehörte am Ende des alten Reichs zum Kloster Wald, das dort schrittweise seit dem 13. Jahrhundert Besitz und Rechte erworben hatte.[34] Vom Rest des Klostergebiets war es durch einen schmalen fürstenbergischen Gebietsstreifen getrennt. Während die fürstenbergischen Besitzungen 1806 an Baden gingen, fiel das Kloster Wald an Hohenzollern-Sigmaringen,[71] und Igelswies bildete fortan eine hohenzollerische Exklave in Baden. Am 1. Dezember 1971 wurde Igelswies über die Landkreisgrenze hinweg in die ehemals badische Stadt Meßkirch eingemeindet.[72]
- Tautenbronn (→Karte 4): Das Kloster Wald kaufte 1420 den bei Pfullendorf gelegenen Weiler von Bürgern der Stadt und erwarb in der Folge weitere Rechte.[34] Während die Reichsstadt im Reichsdeputationshauptschluss zu Baden kam,[22] wurde Wald 1806 Hohenzollern zugeordnet.[71] Fortan war Tautenbronn eine hohenzollerische Exklave in Baden, wobei es der nahegelegenen Gemeinde Gaisweiler angehörte. Die gesamte Gemeinde wurde zum 1. Januar 1969 in den (badischen) Landkreis Überlingen versetzt.[35] Am 1. Januar 1975 folgte die Eingemeindung nach Pfullendorf.[66] im Landkreis Sigmaringen.
- Wilflingen (→Karte 4): Der Ort war seit circa 1300 im Besitz der Grafen von Zollern, nach deren Erbteilung 1567 gehörte er zu Hohenzollern-Hechingen.[73] Bereits zuvor außerhalb des geschlossenen hohenzollerischen Gebiets gelegen, war er ab 1805 vollständig von württembergischen Besitzungen umschlossen. Zum 1. Januar 1969 wurde die Gemeinde Wilflingen durch Landesgesetz vom Landkreis Hechingen in den sie umgebenden Landkreis Rottweil verlegt[35] und am 1. Januar 1974 nach Wellendingen eingemeindet.[74]
- Beuron / Bärenthal (→Karte 4): Die beiden einst im Besitz des Klosters Beuron befindlichen Gemeinden wurden 1803 dem Fürstentum Hohenzollern-Sigmaringen zugeschlagen[75] und bildeten fortan eine zwischen Baden und Württemberg gelegene hohenzollerische Exklave. Beuron erhielt durch die Kreisreform 1973 eine Verbindung zum Rest des Landkreises Sigmaringen, während Bärenthal dem Landkreis Tuttlingen zugeschlagen wurde.
- Langenenslingen mit Billafingen (→Karte 4): Die beiden Orte bildeten die untere Grafschaft Veringen, die 1535 durch Habsburg den Grafen von Hohenzollern zu Lehen gegeben wurden. Sie waren durch die stauffenbergische Herrschaft über Egelfingen und Wilflingen von der Grafschaft Sigmaringen getrennt. 1805 brachte Württemberg diese Herrschaft an sich, Versuche Hohenzollerns, sie für sich zu gewinnen, scheiterten, so dass Langenenslingen und Billafingen zu einer Enklave in Württemberg wurden.[76] Bei der Kreisreform 1973 wechselten beide Gemeinden in den sie umgebenden Landkreis Biberach.
- Achberg (→Karte 4): Die Herrschaft Achberg gelangte 1691 an den Deutschen Orden. Von dort fiel sie 1806 an Hohenzollern-Sigmaringen[71] und wurde so zu einer hohenzollerischen Exklave zwischen Bayern und Württemberg. Zum 1. Januar 1969 wurde die Gemeinde Achberg durch Landesgesetz vom Landkreis Sigmaringen in den benachbarten württembergischen Landkreis Wangen verlegt.[35]
- Hirschlatt (→Karte 3): Die Herrschaft Hirschlatt bestand aus den Orten Hirschlatt und Kehlen sowie mehreren Weilern nordöstlich der Reichsstadt Buchhorn (heute Friedrichshafen). Um 1150 erhielt das Kloster Kreuzlingen hier Besitz. 1255 kaufte es von Werner von Raderach noch das westlich von Hirschlatt gelegene Dorf Jettenhausen, das der Herrschaft zugeschlagen wurde. Die Vogtei über die Herrschaft wechselte mehrmals, bis das Kloster sie 1659 selbst erwarb, dazu 1749 die hohe Gerichtsbarkeit.[34] Im Reichsdeputationshauptschluss bekam Hohenzollern-Hechingen das Gebiet,[75] während das Umland bis 1810 Württemberg zufiel. Dieses kaufte den Hohenzollern schließlich 1813 die Herrschaft Hirschlatt ab.[77][78] Jettenhausens Gemeindezugehörigkeit wechselte von Hagendorn zu Berg (1825), zu Schnetzenhausen (1850) und schließlich zu Friedrichshafen (1937). Das übrige Herrschaftsgebiet bildete bis 1937 eine eigene Gemeinde, dann wurde Hirschlatt selbst zu Ettenkirch geschlagen und kam am 1. Dezember 1972 zu Friedrichshafen. Der Rest bildet 1937 mit anderen Orten die Gemeinde Kehlen, die am 1. Mai 1972 nach Meckenbeuren eingemeindet wurde.[34][79][80]

## Sonstige Enklaven

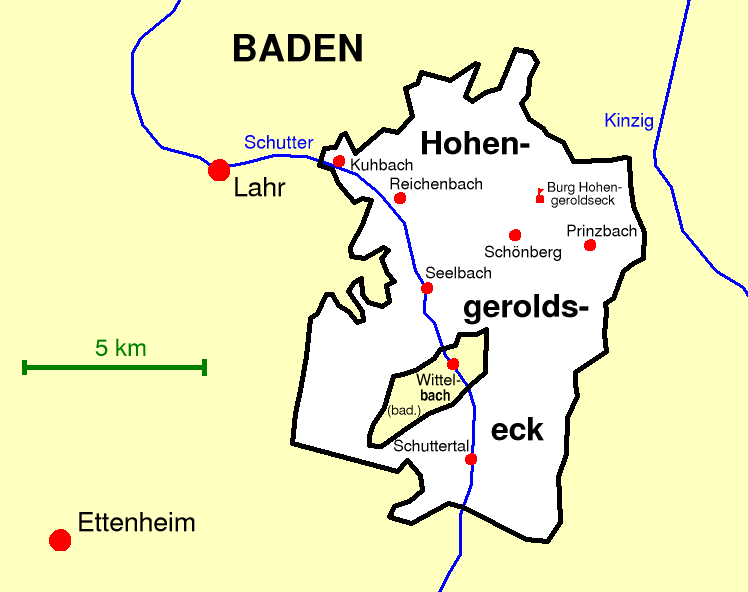
Karte 5: Hohengeroldseck 1806–1831

Dieser Abschnitt führt Gebiete im heutigen Baden-Württemberg auf, die nicht zu Baden, Württemberg oder Hohenzollern gehörten. Außer den genannten Fällen gibt es noch heute eine hessische Exklave bei Ober-Laudenbach.
- Hohengeroldseck (→Karte 5): Die Herrschaft bzw. Grafschaft Hohengeroldseck bestand aus der gleichnamigen Burg sowie sieben Dörfern im mittleren Schwarzwald. Seit dem 17. Jahrhundert wurde sie als habsburgisches Lehen durch das Geschlecht von der Leyen beherrscht. Dank deren Verwandtschaft mit Erzkanzler Dalberg blieb sie in napoleonischer Zeit zunächst unabhängig, allerdings erfuhr das Gebiet auch keine Vergrößerung. Inzwischen vollständig von badischem Territorium umgeben, wurde Hohengeroldseck 1806 mit ca. 4500 Einwohnern kleinstes Mitglied des Rheinbunds. Nach der Völkerschlacht bei Leipzig brach dieser auseinander. Da der Fürst von der Leyen der Koalition unter Führung Preußens, Russlands und Österreichs nicht beitrat – er wohnte seit Jahren in Paris – wurde Hohengeroldseck am 12. Dezember als „herrenloses Land“ eingezogen und unter Verwaltung der Siegermächte gestellt.[32] Auch später wurde ihm der Beitritt zur Koalition verwehrt.[81] Durch den Wiener Kongress gelangte Hohengeroldseck nicht etwa an Baden, das dem dort geschlossenen Vertragswerk erst später beitrat, sondern an Österreich[82] und wurde von diesem im Juli 1815 in Besitz genommen.[32] Baden, das wegen seiner engen Anlehnung an Frankreich und wegen dynastischer Probleme nach 1813 zeitweilig um seine Existenz ringen musste,[48] erreichte auf dem Aachener Kongress 1818 seine Anerkennung, die mit einem Gebietsaustausch einherging: Baden erhielt Hohengeroldseck, dafür trat es das Amt Steinfeld an Österreich ab, das es wiederum Bayern überließ.[83] Die Übergabe Hohengeroldsecks an Baden erfolgte schließlich am 4. Oktober 1819. Das Gebiet wurde zunächst als Provisorisches Amt Hohengeroldseck verwaltet, bis es am 1. März 1831 dem Amt Lahr zugeschlagen wurde.[32]
- Wimpfen (seit 1930 Bad Wimpfen) mit dem Stadtteil Hohenstadt war bis 1802 eine Reichsstadt. Durch den Reichsdeputationshauptschluss fiel die Stadt zunächst an Baden,[22] das Ritterstift Wimpfen im Tal und der Wormser Hof jedoch an Hessen-Darmstadt.[23] Die Besetzung durch die neuen Herren erfolgte noch vor Abschluss der Verhandlungen im September bzw. Dezember 1802. Eine Auseinandersetzung zwischen Baden und Hessen über die Souveränitätsrechte des Stifts endete mit einem Gebietsaustausch, durch den beide Staaten ihre Neuerwerbungen zusammenfassen konnten. Baden trat Wimpfen und Rechte an Neckarsteinach ab und erhielt dafür einige Orte im Kraichgau und im Kleinen Odenwald. Der Besitzerwechsel wurde am 5. April 1803 in Wimpfen verkündet.[84] Der Besitz Wimpfens erschien Baden verzichtbar, da seine Grenzen zu diesem Zeitpunkt noch weiter westlich lagen. Erst 1805/06 wurde das Umland Wimpfens durch Baden und Württemberg annektiert, und Wimpfen lag fortan als hessische Exklave zwischen diesen Ländern. Nach dem Zweiten Weltkrieg kamen sowohl Hessen als auch der Norden Badens und Württembergs zur Amerikanischen Besatzungszone. Am 26. November 1945 verfügten die Besatzungsbehörden, dass die Stadt fortan vom benachbarten badischen Landkreis Sinsheim verwaltet werden solle. Bei einer Volksbefragung 1951 stimmte die Mehrheit der Bevölkerung für einen Wechsel zum ebenfalls benachbarten, württembergischen Landkreis Heilbronn, die Befürworter einer Rückkehr zu Hessen waren in der Minderheit.[85] Das Ergebnis der Befragung wurde mit einem Landesgesetz Baden-Württembergs zum 1. Mai 1952 umgesetzt.[86]
- Helmhof: 1223  schenkte König Heinrich VII. Wimpfen Waldbesitz im Forstwald, 13 km nordwestlich der Stadt. Im 18. Jahrhundert entwickelte sich am Waldrand auf (Neckar-)Bischofsheimer Markung eine kleine Ansiedlung, der Helmhof. Dieser dehnte sich mit der Zeit auch auf die Wimpfener Markung aus.[87] Mit dem Übergang Wimpfens an Hessen wurde der Wimpfener Anteil am Helmhof zu einer hessischen Enklave innerhalb Badens. Gemeinderechtlich noch immer zu Bad Wimpfen gehörend, wechselte der Helmhof mit diesem 1945 in den Landkreis Sinsheim. Die Volksbefragung in Bad Wimpfen, die dessen Wechsel in den Landkreis Heilbronn brachte, war mit der Bedingung verknüpft, dass keine neuen Exklaven entstehen durften. Daher wurde der Helmhof zum 1. April 1952 der Stadt Neckarbischofsheim zugeschlagen.[88] Die Stadt Bad Wimpfen hält noch immer den Grundbesitz im Wimpfener Forst.
- Finkenhof: Der 12 km nördlich Wimpfens gelegene Finkenhof war im Besitz der Herren von Rossau und ging nach deren Aussterben an deren Lehnsherren, die Kurpfalz. Von dieser wurde er im 17. Jahrhundert durch das Ritterstift Wimpfen im Tal gekauft, das 1802/03 an Hessen-Darmstadt ging.[84] Der Finkenhof wurde so zu einer von Wimpfen verwalteten Enklave innerhalb Badens. Analog zum Helmhof gelangte der Finkenhof nach dem Landkreiswechsel Bad Wimpfens am 1. April 1952 zur Gemeinde Hochhausen,[88] mit der zusammen er am 1. Januar 1972 nach Haßmersheim eingemeindet wurde.[89]
- Zimmerhöferfeld: Das Zimmerhöferfeld war eine unbewohnte, im Besitz Bad Wimpfens befindliche Exklave nördlich von Bad Rappenau, die am 1. April 1952 nach Bad Rappenau umgemeindet wurde.[88]

## Kondominate

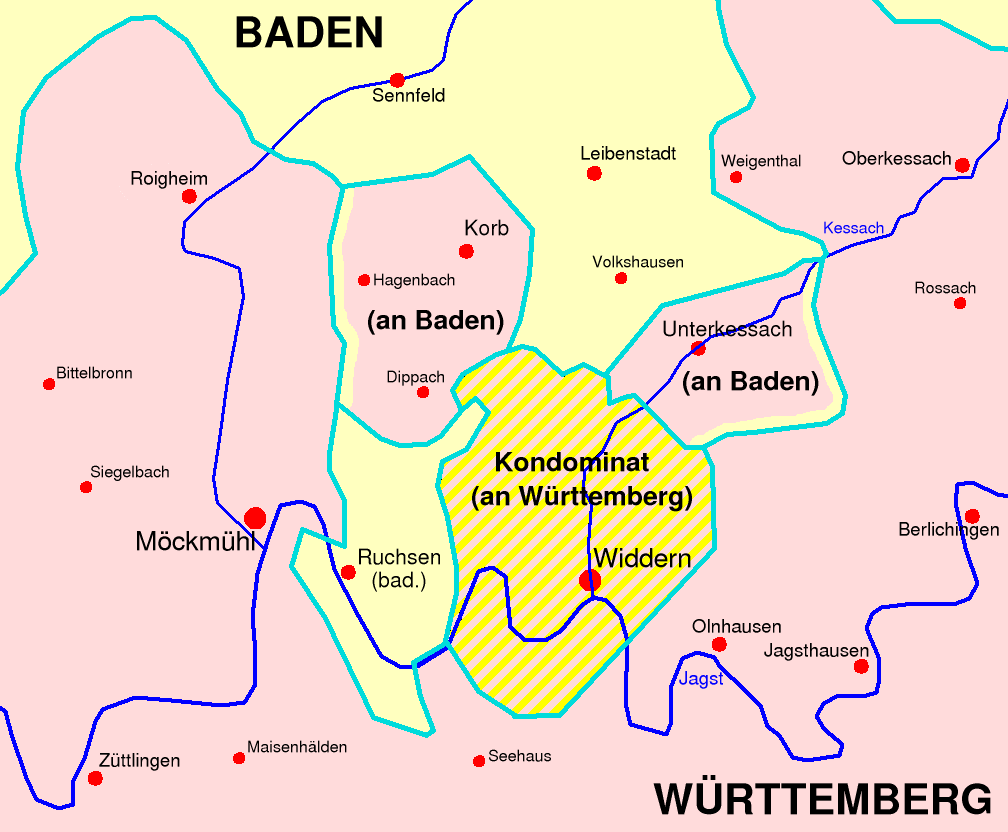
Karte 6: Auswirkungen des Grenzvertrags 1846 bei Widdern

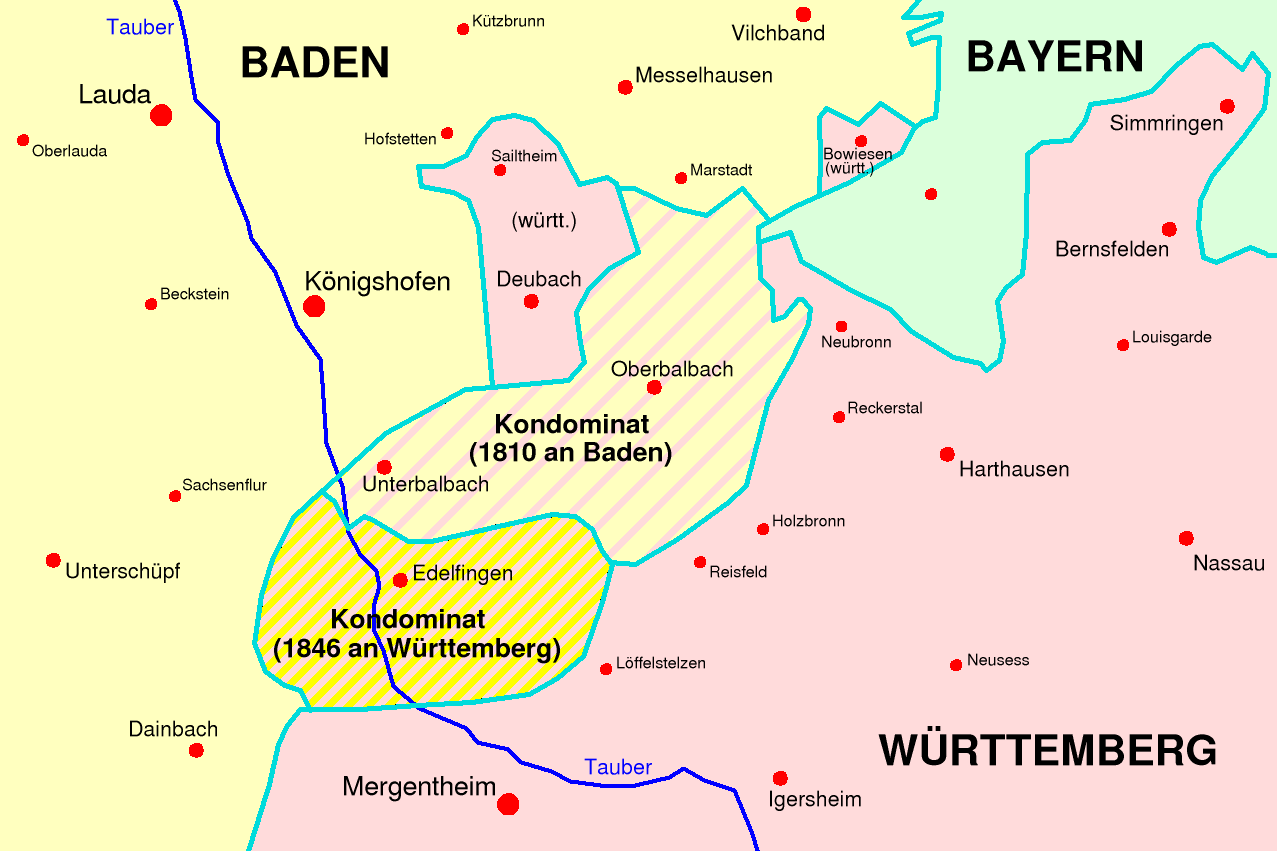
Karte 7: Grenze im Taubertal mit Edelfingen, Deubach und Bowiesen

Unter einem Kondominium ist ein Ort zu verstehen, der von mehreren Mächten gemeinsam beherrscht wurde, wobei die Markung weiterhin als eine Einheit verwaltet wurde, auch wenn jeder Einwohner Untertan bzw. Bürger eines der beteiligten Staaten war.
- Kürnbach: Ende des 12. Jahrhunderts erlangten die Grafen von Katzenelnbogen durch Heirat Besitz im Kraichgau. Als deren Lehensleute herrschten zunächst die Herren von Sternenfels in Kürnbach. Ein Teil des Dorfs wurde um 1320 an Württemberg verpfändet, die übrigen Teile wurden an die Landgrafen von Hessen vererbt, deren darmstädtische Linie ihren Teil 1598 einzog.[90] 1810 gelangte der württembergische Anteil am Dorf im Zuge eines Gebietsaustausches an Baden.[91] Kürnbach war somit ein badisch-hessisches Kondominat, das an Württemberg grenzte. Zum 1. Januar 1905 gab Hessen-Darmstadt seinen Herrschaftsanteil im Austausch gegen die badische Enklave Michelbuch auf.[24]
- Widdern (→Karte 6): Das Städtchen wurde im Mittelalter durch eine Gemeinschaft von Ganerben beherrscht, deren Besitz sich sehr stark zersplitterte. Württemberg erlangte erstmals 1504 infolge des Landshuter Erbfolgekriegs Besitz in Widdern. 1675 gehörten dem Bischof von Würzburg 192/512 der Stadt, Württemberg 114/512, den Herren von Gemmingen 110/512 und den Herren von Züllenhardt 96/512.[26] Der würzburgische Anteil gelangte 1803 an die Fürsten von Löwenstein-Wertheim,[45] 1806 an Baden,[17] zusammen mit dem gemmingenschen Anteil.[26] Der Anteil Züllenhardts ging an Württemberg. Durch einen Staatsvertrag vom 13. November 1806 einigten sich Baden und Württemberg auf eine Neuverteilung im Verhältnis 19:13 entlang des Flusses Kessach, der bei Widdern in die Jagst mündet.[92] Das Kondominat wurde am 1. Mai 1846 beendet. Durch Staatsvertrag trat Baden seine Anteile an Widdern und Edelfingen sowie einige kleinere Gebiete an Württemberg ab und erhielt dafür die Orte Korb, Dippach, Hagenbach und Unterkessach.[9]
- Bernbrunn: Bereits im 14. Jahrhundert war der Weiler im geteilten Besitz mehrerer Herren, ab etwa 1700 gehörten vier Höfe zum pfälzischen Amt Mosbach, zwei zur Deutschordens-Kommende Horneck.[93] Der pfälzische Anteil gelangte 1803 zunächst an das Fürstentum Leiningen,[27] dann 1806 an Baden.[17] Der Deutschordens-Anteil gelangte mit der Kommende Horneck 1806 an Württemberg. Fortan war die Gemarkung Bernbrunn, an der Landesgrenze gelegen, ein badisch-württembergisches Kondominat. 1808 bestätigten die beiden Staaten diesen Zustand nochmals.[94] Der badische Anteil an Bernbrunn gehörte zur Gemeinde Allfeld. Spätere Versuche, den Zustand zu beenden, waren erfolglos, bis sich die Bewohner 1955 mehrheitlich für einen Anschluss an die vormals württembergische Nachbargemeinde Höchstberg aussprachen,[95] der am 1. April 1962 vollzogen wurde.[96] Am 1. Januar 1975 wurde Höchstberg mit Bernbrunn in die Stadt Gundelsheim eingemeindet.[97]
- Edelfingen (→Karte 7): In Edelfingen entwickelte sich eine Ganerbschaft, an der 1639 der Deutsche Orden 5/8, die Herren von Hatzfeld 2/8 und die von Adelsheim 1/8 besaßen. Der Hatzfelder Anteil fiel 1794 an das Hochstift Würzburg heim und ging nach einer kurzen hohenlohischen Phase (1803–1806) an Württemberg, das 1809 auch den Deutschordensanteil erhielt. Baden hingegen erhielt 1806 das Adelsheimer Achtel, so dass Edelfingen zu einem Kondominat zwischen Baden und Württemberg wurde.[26] Baden trat seinen Kondominatsanteil zusammen mit dem an Widdern 1846 an Württemberg ab.[9]
- Burgau (→Karte 4): Der Weiler war im 14. Jahrhundert Besitz der Herren von Hornstein. Womöglich infolge einer Erbteilung waren die Besitzverhältnisse auf dem Hof ab Mitte des 14. Jahrhunderts geteilt. Eine Hälfte gehörte den Herren von Gundelfingen, die ihren Besitz an die Fürstenberger vererbten, wo Burgau Teil des Amts Neufra wurde. Die andere Hälfte gehörte zum Amt Ostrach des Klosters Salem.[34] 1806 wurde das Amt Neufra Teil Württembergs, das Amt Ostrach gelangte an Hohenzollern-Sigmaringen;[17] alle Besitzungen um Burgau herum wurden württembergisch. Der hohenzollerische bzw. preußische Teil des Orts war eine eigenständige Gemeinde im Oberamtsbezirk Ostrach, später Landkreis Sigmaringen, der württembergische Teil gehörte erst zur Gemeinde Heudorf, ab 1934 zu Dürmentingen. Die Teilung Burgaus endete am 1. Januar 1969, als der hohenzollerische Teil des Orts nach Dürmentingen eingemeindet wurde.[35][98]
- Warmtal (→Karte 4): Der Ort Warmtal bestand aus zwei Höfen an der Straße von Langenenslingen nach Emerfeld. Ein Hof gehörte mit ersterem zur unteren Grafschaft Veringen, die 1535 zu Hohenzollern kam. Der andere gelangte 1405 an die Herren von Gundelfingen, war Teil des Amts Neufra und nahm wie im Falle Burgaus seinen Weg über die Fürsten von Fürstenberg in die Hände Württembergs.[61] So entstand 1806 die Situation, dass es an der Grenze zwischen Württemberg und der hohenzollerischen Exklave Langenenslingen ein Kondominat über Warmtal gab. Der württembergische Anteil an Warmtal gehörte zur Gemeinde Emerfeld, der hohenzollerische zur Gemeinde Langenenslingen. Am 1. Januar 1969 wurde das Kondominat aufgelöst und der gesamte Ort der Gemeinde Emerfeld zugeschlagen,[35] die wiederum am 1. Januar 1975 nach Langenenslingen eingemeindet wurde.[99]

## Geteilte Orte
Im Gegensatz zu Kondominaten verlief durch die hier als „geteilt“ bezeichneten Orte eine klar definierte Territorialgrenze, und die Bewohner auf beiden Seiten gehörten unterschiedlichen Gemeinwesen (gleichen Namens) an. Als geteilter Ort lässt sich auch Ober-Laudenbach verstehen.
- Moosbronn: In diesem an der oberen Moosalb gelegenen Ort, der den Grafen von Eberstein gehörte, erlangten die von den Grafen gestifteten Klöster Herrenalb und Frauenalb Besitzungen.[90] Im 14. Jahrhundert ging die Vogtei über Herrenalb an Württemberg, die über Frauenalb an Baden. Infolge der Reformation wurden beide Klöster aufgehoben. Die Landesgrenze verlief daher durch den Ort, wobei der württembergische Teil von der Gemeinde Bernbach, der badische von Freiolsheim verwaltet wurde. Am 1. September 1971 wurde Freiolsheim mitsamt seinem Anteil an Moosbronn in die Stadt Gaggenau eingemeindet.[100] Am 1. April 1972 wurde dann auch der Bernbacher Anteil an Moosbronn nach Gaggenau umgegliedert,[101] womit die Teilung des Orts ein Ende hatte.
- Igelsbach: Das Dorf Igelsbach im Odenwald wird noch heute durch die Landesgrenze in einen hessischen und einen baden-württembergischen Teil getrennt und ist Ortsteil von Hirschhorn bzw. Eberbach. Der 1367 erstmals erwähnte Ort war bereits im 14. Jahrhundert zwischen den Herren von Hirschhorn und der Kurpfalz aufgeteilt,[90] wobei letzterer Anteil zum Amt Mosbach gehörte. 1632 folgte Kurmainz den ausgestorbenen Herren von Hirschhorn im Besitz. Der mainzische Anteil ging im Reichsdeputationshauptschluss an Hessen-Darmstadt,[23] der pfälzische an Leiningen[27] und 1806 an Baden.[17] 1925 wurde Badisch-Igelsbach nach Eberbach eingemeindet.[90]
- Schöllenbach: Die Itter ist ein kleiner Fluss, der bei Eberbach in den Neckar mündet. Von dort zieht sich sein Tal (flussaufwärts betrachtet) in nordöstliche Richtung in den Odenwald hinein. Bis zur Gaimühle gehört das Tal zu Baden-Württemberg, danach bildet der Fluss die Grenze zu Hessen. Daher gehört der auf dem Ostufer gelegene Ort Friedrichsdorf noch zu Baden-Württemberg, das am anderen Ufer gelegene Haus Brückenpeter, das beim Bau der Odenwaldbahn entstand, jedoch zur hessischen Stadt Oberzent. Bei Kailbach gehört das ganze Flusstal zu Hessen, danach verläuft die Landesgrenze wieder am Fluss und teilt den Ort Schöllenbach, dessen kleinerer Teil Badisch-Schöllenbach genannt wird.[102] Der Grenzverlauf entstand durch die Besitzverhältnisse im alten Reich: Die Gaimühle und Friedrichsdorf gehörten zunächst den Herren von Hirschhorn, nach deren Aussterben 1632 zur Zent Eberbach im pfälzischen Amt Mosbach.[90] Nach einer kurzen Zeit bei Leiningen (1803/06) kamen sie an Baden.[17][27] Die heute hessischen Gebiete gehörten bis 1806[17] zur Oberzent der Grafschaft Erbach. Badisch-Schöllenbach entstand aus einem Hof, der gegenüber dem erbachischen Schöllenbach auf Kurmainzer Gebiet errichtet wurde; er gehörte zur Zent Mudau im Amt Buchen. 1803/06 nahm es denselben Weg wie Friedrichsdorf und wurde zunächst von der 6 km entfernten Gemeinde Schlossau (heute Ortsteil von Mudau) verwaltet, zu der es keine Straßenverbindung gab. 1858 wurde Badisch-Schöllenbach von Schlossau getrennt und 1925 dem leichter zu erreichenden Friedrichsdorf angeschlossen.[90] Zusammen mit Friedrichsdorf wurde es am 1. Januar 1973 nach Eberbach eingemeindet.[103] Durch den hessischen Gebietsstreifen bei Kailbach ist Badisch-Schöllenbach von Friedrichsdorf und Eberbach getrennt und bildet eine Exklave des Rhein-Neckar-Kreises; im Südosten grenzt es an die Gemeinde Mudau des Neckar-Odenwald-Kreises.
- Waggershausen (→Karte 3): Der Ort Waggershausen, heute ein nordwestlicher Stadtteil von Friedrichshafen, gehörte im Mittelalter zur Vogtei des Klosters Hofen. Dieses wiederum war ab 1548 der reichsunmittelbaren Abtei Weingarten unterstellt. Im Ort gab es auch einen Hof, der zur Herrschaft Raderach gehörte. Mit der Burg Raderach wurde dieser 1280/91 durch den Bischof von Konstanz erworben und im 17./18. Jahrhundert in drei Anwesen aufgeteilt.[34][104] Im Reichsdeputationshauptschluss fiel der konstanzische Besitz an Baden,[22] der weingartische an den Fürsten von Nassau-Dillenburg aus dem Hause Oranien-Nassau.[105] Dieser verkaufte ihn im Lindauer Vertrag 1804 an Österreich, das ihn der Landvogtei Schwaben in Altdorf zuschlug, von wo er im Pressburger Frieden zu Württemberg kam.[11][78] Somit war der erwähnte Hof zu einer badischen Enklave innerhalb des nunmehr württembergischen Orts Waggershausen geworden. Durch Staatsvertrag wurde die Enklave 1846 Württemberg einverleibt.[9] Ganz Waggershausen wurde über mehrere Zwischenstationen, zuletzt Gemeinde Schnetzenhausen, 1937 nach Friedrichshafen eingemeindet.
- Mühlhausen (→Karte 4): Zwei Höfe des Weilers mit den zugehörigen Äckern gehörten zum Obervogteiamt Herdwangen des Klosters Petershausen[34] und kamen durch den Reichsdeputationshauptschluss zu Baden.[22] Der andere Hof gehörte zusammen mit Selgetsweiler zur Herrschaft Hohenfels, mit dieser ab 1506 zum Deutschen Orden.[49] 1806 wurde die Herrschaft Hohenfels Hohenzollern-Sigmaringen zugesprochen,[71] wodurch dieser Teil Mühlhausens zur hohenzollerischen Exklave in Baden wurde. Da dies auch die zugehörigen Äcker betraf, bildeten sich sechs einzelne hohenzollerische Exklaven im Bereich des Weilers, die jeweils mit Grenzsteinen abgemarkt waren.[106] Zum 1. Januar 1969 wurde der hohenzollerische Gemeindeteil von Selgetsweiler (damals Landkreis Sigmaringen, heute Gemeinde Hohenfels) abgetrennt und der badischen Gemeinde Herdwangen (damals Landkreis Überlingen) zugeordnet.[35] Herdwangen gelangte während der Kreisreform zum Landkreis Sigmaringen und ist heute Bestandteil der Gemeinde Herdwangen-Schönach.

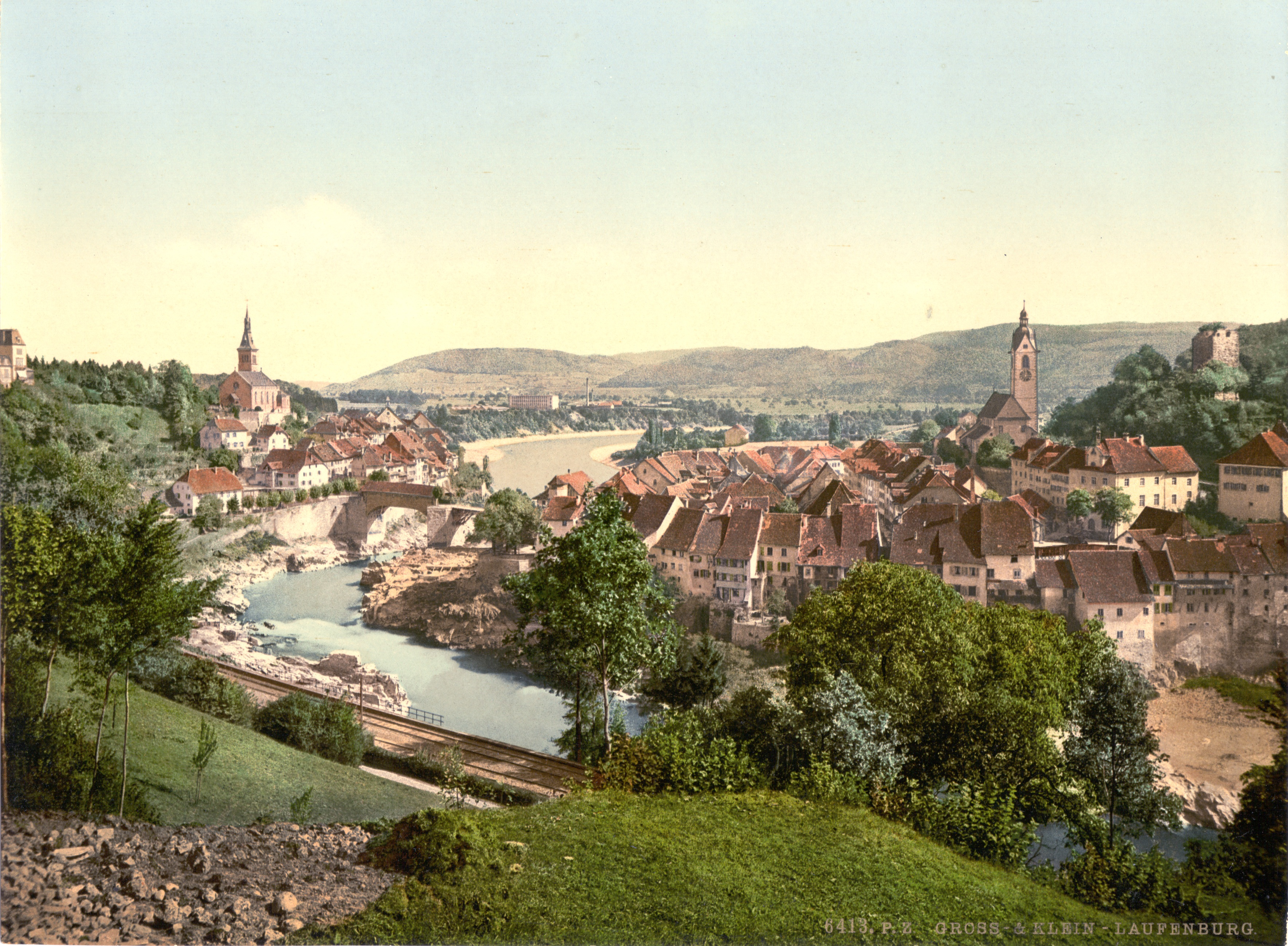
Laufenburg beiderseits des Rheins 1896, Photochromdruck

- Laufenburg: Der Ort am Hochrhein, einst eine zusammenhängende Stadt, ist heute in zwei Städte geteilt: das schweizerische Laufenburg und das deutsche Laufenburg (Baden). Im 13. Jahrhundert gründete Rudolf II. von Habsburg die Stadt an beiden Ufern des Rheins, auch in der Folge war die Stadt habsburgisch.[107] Die Namen Großlaufenburg und Kleinlaufenburg als Bezeichnungen für den links- bzw. rechtsrheinischen Stadtteil sind seit 1324 belegt.[49] 1797 musste Österreich im Frieden von Campo Formio die Abtretung seiner linksrheinischen Besitzungen an Frankreich versprechen, das diese der Helvetischen Republik zuschlagen sollte; diese Vereinbarung galt vorbehaltlich einer Einigung auf dem Rastatter Kongress.[108] Der Kongress blieb jedoch bis zum neuerlichen Kriegsausbruch 1799 ohne Ergebnis. Das Fricktal wurde daraufhin von französischen Truppen besetzt, und im Frieden von Lunéville wurden die Regelungen von Campo Formio wiederholt.[109] Damit war die Teilung Laufenburgs besiegelt. 1802 kam Großlaufenburg mit dem Kanton Fricktal an die Helvetische Republik, Kleinlaufenburg verblieb bis 1805 bei Österreich, dann ging es mit dem Breisgau an Baden.[11] Ab 1802 hatte Kleinlaufenburg eine eigene Verwaltung. Zum 1. November 1930 wurde es in Laufenburg (Baden) umbenannt.[110]
- Rheinfelden: Ebenfalls am Hochrhein, zwischen Laufenburg und Basel, liegen sich die schweizerische Stadt Rheinfelden und die deutsche Stadt Rheinfelden (Baden) gegenüber. Anders als bei Laufenburg handelt es sich hierbei nicht um einen geteilten Ort, es bestehen aber historische Zusammenhänge. Rheinfelden, links des Rheins gelegen, gehörte ab 1330 zu den habsburgischen Waldstädten. Durch die napoleonischen Koalitionskriege wurde es von Österreich abgetrennt (Details siehe Laufenburg), und sein rechtsrheinischer, bislang unbebauter Markungsteil wurde auf die badischen Gemeinden Nollingen, Warmbach und Karsau verteilt. 1856 wurde auf deutscher Seite eine Bahnstation „bei Rheinfelden“ errichtet. Ende des 19. Jahrhunderts entwickelte sich nahe dem Bahnhof auf Nollinger Gemarkung eine Industriesiedlung, die Badisch Rheinfelden genannt wurde. Wegen des Wachstums dieser Siedlung wurde Nollingen 1922 zur Stadt erklärt und nahm dabei den Namen Rheinfelden an.[111] Den Zusatz (Baden) erhielt es am 7. Mai 1963.[112]
- Kniebis: Der Kniebis war im Mittelalter ein wichtiger Pass über den Schwarzwald; zugleich verlief am Pass entlang die Grenze zwischen Württemberg und dem Fürstentum Fürstenberg. Westlich unterhalb der Passhöhe befand sich seit dem 13. Jahrhundert zunächst nur ein Kloster, das während der Reformation aufgelöst wurde. 1806 kamen die fürstenbergischen Besitzungen an Baden. Erst danach entwickelte sich bei der Klosterruine eine Waldarbeitersiedlung der Calwer Holzhandelskompagnie. Diese Streusiedlung, ebenfalls Kniebis genannt, lag zu beiden Seiten der Passstraße und daher teils in Baden (Gemeinde Rippoldsau), teils in Württemberg (Gemeinden Baiersbronn und Freudenstadt).[90] Zum 1. Januar 1975 wurden alle Ortsteile nach Freudenstadt eingemeindet.[113]

## Gebietsveränderungen
Dieser Abschnitt zählt Orte auf, deren Landeszugehörigkeit zwischen 1810 und 1952 geändert wurde, ohne dass sie in eine der oberen Kategorien passen würden. Nicht einzeln aufgeführt sind Grenzänderungen, von denen nur unbewohnte Gebiete betroffen waren, zum Beispiel infolge der Flussbegradigungen von Iller und Rhein, die streckenweise die Grenze Württembergs bzw. Badens waren. Auf die Begradigung des Rheins geht übrigens das gemeindefreie Gebiet im Taubergießen zurück, dessen Grundbesitz der elsässischen Gemeinde Rhinau gehört.
- Rast/Ablach (→Karte 4): Der Ort Rast gehörte zum Kloster Petershausen, die Hochgerichtsbarkeit stand jedoch der Grafschaft Sigmaringen zu.[34] Als der petershausische Besitz 1803 an Baden fiel,[22] mussten die Herrschaftsverhältnisse zwischen Baden und Hohenzollern-Sigmaringen geklärt werden. Mit Vertrag vom 22. und 27. Juni 1812 löste Baden die Ansprüche Hohenzollerns in Rast ab, indem es den Ort Ablach abtrat.[114] Heute gehört Rast zur Gemeinde Sauldorf, Ablach zur Gemeinde Krauchenwies.
- Korb/Dippach/Hagenbach/Unterkessach (→Karte 6): Die vier nördlich von Widdern gelegenen Orte gehörten bis 1846 zu Württemberg. Sie wurden im Tausch gegen die badischen Kondominatsanteile an Widdern und Edelfingen (siehe dort) an Baden abgetreten.[9] Durch diese Abtretungen wurde zugleich die badische Exklave Ruchsen mit dem Mutterland verbunden. Heute gehört Korb mit Dippach und Hagenbach zu Möckmühl, Unterkessach zu Widdern.
- Felderhalde: Nachdem die ehemalige Reichsstadt Isny 1806 an Württemberg gekommen war,[17] geriet sie durch den bayerisch-württembergischen Grenzvertrag von 1810 in unmittelbare Grenzlage.[5] Die Stadt war württembergisch, die direkt südlich vor den Stadttoren liegende Felderhalde mit dem Spitalhof und dem Lukasreutehof gehörte zur bayerischen Gemeinde Maierhöfen. 1864 wurden die beiden Höfe von Bayern an Württemberg abgetreten und gehören seitdem zur Stadt Isny.[34][115]

## Weitere Besonderheiten

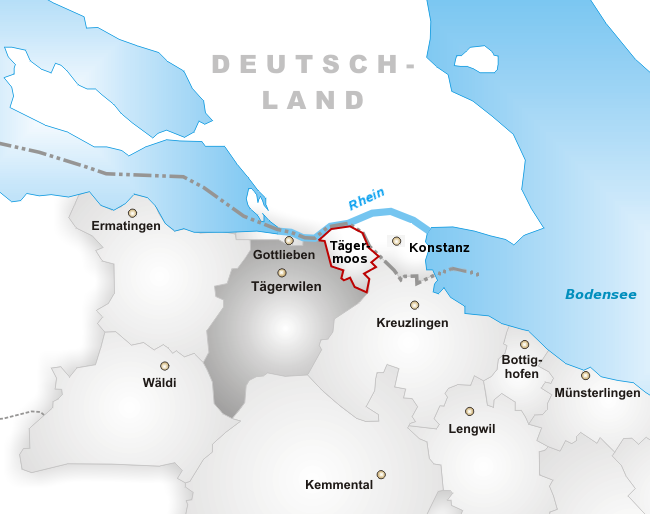
Karte 8: Vereinbarte Grenzen auf dem Bodensee und Lage des Tägermooses (rot markiert)

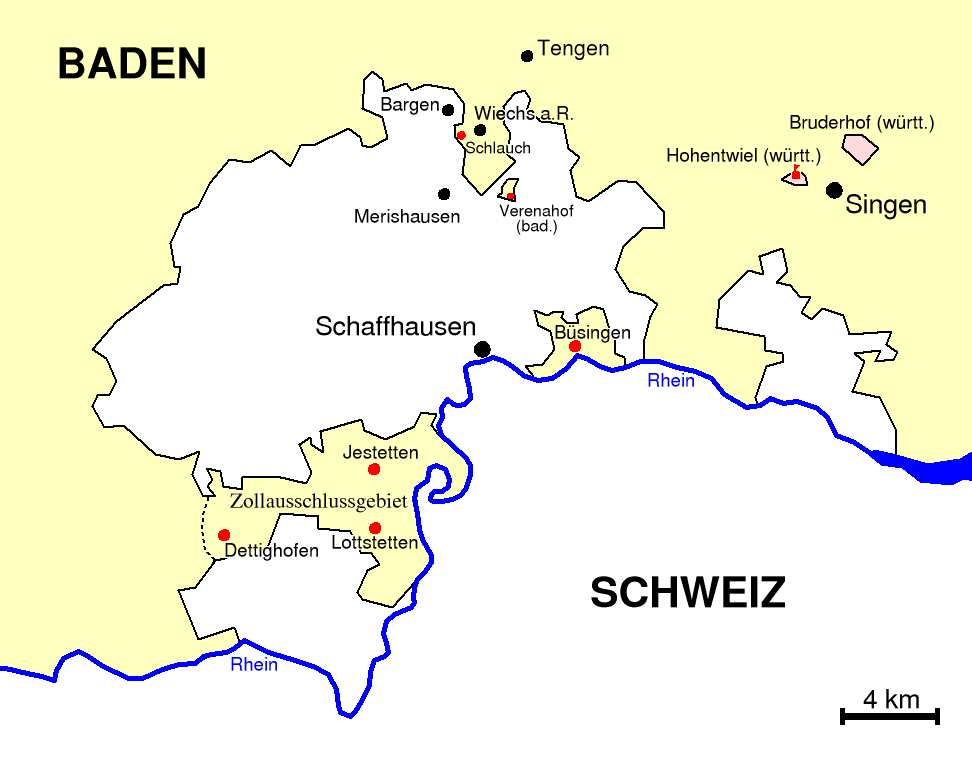
Karte 9: Deutsch-schweizerische Grenze bei Schaffhausen um 1900

- Bodensee (→Karte 8): Anrainer des Bodensees sind neben Baden-Württemberg auch Bayern sowie die Schweiz und Österreich. Der Verlauf der Staatsgrenzen auf dem See ist weitgehend unbestimmt. Festgelegte Grenzen auf der Seeoberfläche gibt es nur im Untersee sowie im Uferbereich von Konstanz; entsprechende Verträge wurden zwischen Baden und der Schweiz 1854[116] bzw. 1878[117] abgeschlossen und vom Deutschen Reich anerkannt.[118] Über den Grenzverlauf auf dem Obersee existieren keine derartigen Vereinbarungen.
- Tägermoos (→Karte 8): Das Tägermoos liegt unmittelbar westlich von Konstanz und gehört zum Schweizer Staatsgebiet, ist jedoch eine Gemarkung der deutschen Stadt Konstanz. Die Stadt übt bestimmte Verwaltungsaufgaben im Tägermoos nach Maßgabe des thurgauischen Gemeinderechts aus, andere werden durch die benachbarte Schweizer Gemeinde Tägerwilen ausgeübt. Der Status entstand dadurch, dass Konstanz von alters her Grundbesitz und Niedergerichtsbarkeit ausübte, der Thurgau jedoch die Hochgerichtsbarkeit, so dass das Gebiet staatsrechtlich zur Schweiz kam.[119] Der noch heute gültige Status des Tägermooses wurde 1831 durch einen Staatsvertrag fixiert.[120]
- Schlauch (→Karte 9): Als „Schlauch“ wird ein Teil der Gemarkung Wiechs am Randen bezeichnet, der im Merishausertal zwischen den schweizerischen Orten Bargen und Merishausen liegt. Die schweizerische Hauptstrasse 4 wird zwischen den beiden Orten auf einer Länge von 870 Metern durch deutsches Hoheitsgebiet unterbrochen, kann aber kontrollfrei passiert werden. Eine deutsch-schweizerische Grenzkontrollstelle befindet sich stattdessen an einer deutschen Kreisstraße, die im Schlauch nach Wiechs abzweigt, und damit deutlich innerhalb deutschen Gebiets. Nahe dem Abzweig und von Deutschland gesehen hinter der Grenzstation steht der Landgasthof Löwen-Schlauch.[121][122] Der Schlauch ist keine Exklave, dennoch war er als „Verkehrshindernis“ Gegenstand von Grenzverhandlungen. Historisch gesehen entstand die Situation, weil Merishausen und Bargen im Mittelalter über das Kloster Allerheiligen an Schaffhausen fielen.[123][124] Wiechs hingegen gehörte zur vorderen Grafschaft Tengen. Ein Verkauf derselben an Schaffhausen scheiterte 1522,[125] 1806 kam die Grafschaft an Baden.[17] Eine erste Grenzkorrektur im Schlauch erfolgte 1839.[123] 1964 führten weitere Verhandlungen zu einem Staatsvertrag (1967 in Kraft getreten), in dem die Grenze soweit zurückgenommen wurde, dass die Schweiz parallel zur Hauptstrasse ihre Autostrasse A4 auf eigenem Territorium bauen konnte.[14][19] Der Bau der Grenzstation wurde 1968 vereinbart.[126]
- Beim Zollamt in Neuhausen am Rheinfall Richtung Jestetten wurden 1967  aus überwachungstechnischen Gründen 400 m2 Fläche ausgetauscht.[127]
- Jestetter Zipfel (→Karte 9): Zwischen den Schweizer Kantonen Zürich und Schaffhausen ragt ein deutscher Gebietsstreifen hinein, der so genannte Jestetter Zipfel. Er entstand Mitte des 17. Jahrhunderts, als die Grafen von Sulz Teile der Landgrafschaft Klettgau verkauften, und zwar den weiter nördlich gelegenen Oberen Klettgau an Schaffhausen bzw. das südlich gelegene Rafzerfeld an Zürich.[128] 1806 wurde die verbliebene Landgrafschaft badisch.[17] In außenwirtschaftlicher Hinsicht praktizierte Baden zunächst den Freihandel. Dies änderte sich 1835, als es dem Deutschen Zollverein beitrat. Die dadurch entstehende Zollgrenze brachte den Bewohnern des Jestetter Zipfels erhebliche wirtschaftliche Schwierigkeiten; die lange Grenzlinie war darüber hinaus kaum zu überwachen. Dem wurde abgeholfen, indem per Dekret vom 30. Juli 1840 der Jestetter Zipfel mit den Gemeinden Jestetten, Lottstetten, Altenburg und Dettighofen zum Zollausschlussgebiet erklärt wurde. Diese Regelung bescherte den Bewohnern des Gebiets einen bescheidenen Wohlstand, konnten sie ihre Produkte doch in Baden bzw. im Deutschen Reich und der Schweiz zollfrei anbieten. Nach dem Ersten Weltkrieg strebte der Jestetter Zipfel den Anschluss an die Schweiz an[129]. Die badische Regierung  lehnte dies rundweg ab.
- Jettkofen (→Karte 2): Das nördlich von Ostrach gelegene Dorf, das 1829 von 217 Personen bewohnt war, gehörte zur Grafschaft Friedberg. Ein 1708 geschlossener Vertrag trat die meisten Ländereien der Umgebung an das Kloster Salem ab, so dass Jettkofen nur noch durch einen wenige Meter breiten Streifen mit dem Rest der Grafschaft verbunden war. (Derselbe Vertrag machte das etwas weiter östlich gelegene Wirnsweiler zur Exklave.)[61] Über die Fürsten von Thurn und Taxis kam Jettkofen 1806 an Württemberg, das salemische Amt Ostrach an Hohenzollern-Sigmaringen.[17] Seines Korridors wegen war Jettkofen eigentlich keine Exklave, auch wenn sämtliche Straßenverbindungen nach Württemberg nunmehr durch hohenzollerisches Gebiet verliefen. Jettkofen grenzte im Westen an die badische Exklave Wangen, war im Norden mit Württemberg verbunden und ansonsten von Hohenzollern umgeben. Auf badischen Landkarten des 19. Jahrhunderts wurde der Ort fälschlicherweise als Exklave eingezeichnet; dieser Fehler wurde in anderen Kartenwerken bisweilen übernommen.[130] Am 1. Januar 1973 wurde Jettkofen Bestandteil des neuen Landkreises Sigmaringen, und am 1. Januar 1975 wurde es nach Ostrach eingemeindet.[131]
- Kleingemünd: Im Neckargemünder Stadtteil Kleingemünd stehen am Ortsrand in der Merianstraße drei Wohngebäude auf hessischer Gemarkung. Diese Häuser gehören politisch ins benachbarte, vier Kilometer entfernte Neckarsteinach. Sie tragen die inoffiziellen Hausnummern 11 bis 15 an der Merianstraße, werden für offizielle Zwecke aber über die Angabe „Außerhalb“ von Neckarsteinach adressiert. Historisch handelt es sich bei den hessischen Häusern um die ersten Häuser der Siedlung, die an der Landesgrenze als Alterswohnsitze für hessische Förster errichtet wurden. Um diese herum wuchs dann auf badischer Seite vom Kleingemünder Ortskern aus bis an die Landesgrenze das heutige Wohngebiet.[132][133]
- Der Schaffhauser Staatswald ist ein 340 ha großes Waldgebiet auf der Gemarkung der Gemeinde Grafenhausen im Südschwarzwald. Graf Eberhard von Nellenburg hatte im 11. Jahrhundert das Dorf Grafenhausen und den Staufenberg dem Kloster Allerheiligen zu Schaffhausen geschenkt. Der Wald als Rest der Besitzung verblieb nach der Aufhebung des Klosters 1529 bei der Stadt und später beim Kanton. Er wird von diesem als Schaffhauser Staatsbesitz mit jährlichen Einnahmen von 150.000 Schweizer Franken (Stand 2013) bewirtschaftet. Die Liegenschaften, das Forsthaus und die Schaffhauser Säge, wurden allerdings 2008 veräußert.[134]
- Die historische Holzbrücke Bad Säckingen, die Bad Säckingen mit dem Aargauischen Stein verbindet, ging 1806 in den Besitz von Säckingen über. 1868 wurde die Brücke dem Großherzogtum Baden übertragen und ging später auf dessen Rechtsnachfolger Baden-Württemberg über. Die internationale Staatsgrenze wird durch eine weiße Linie auf der Höhe der Flussmitte markiert. Ein vier Meter breiter Steifen um den linksrheinischen Brückenkopf auf dem Hoheitsgebiet der Eidgenossenschaft verblieb im Besitz der Stadt Säckingen.
- Im Jahr 1967 war beim Zollamt Ramsen die Abfertigung des wachsenden Verkehrs durch den Verlauf der Landesgrenze stark eingeengt. Durch das Abtreten einer Fläche von 50 Aren seitens der deutschen Gemeinde Rielasingen entstand eine Grenzziehung, die der schweizerischen Zollverwaltung die erforderliche bauliche Entwicklung ermöglichte.[135][136]